# 長野駅

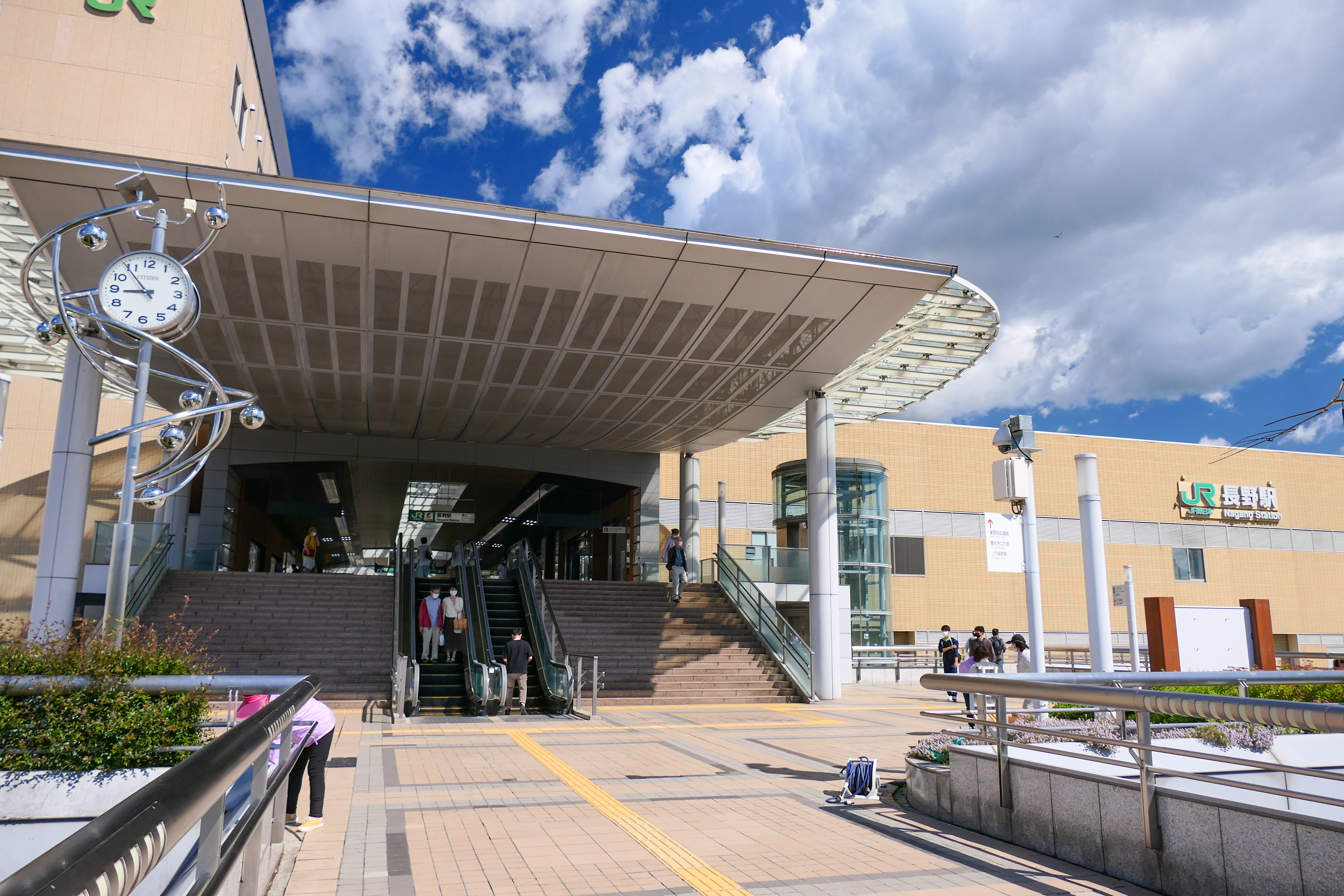
東口（2022年5月）

長野駅（ながのえき）は、長野県長野市大字栗田および南千歳一丁目にある、東日本旅客鉄道（JR東日本）、しなの鉄道、長野電鉄（長電）の駅である。
長野県の県庁所在地長野市の中心駅で、県内最大規模のターミナル駅となっている。標高361 m。北陸新幹線は「あさま」の始終点となっているほか、「かがやき」「はくたか」の全列車が停車する。JR長野駅の事務管理コードは▲511114である。
なお、2025年（令和7年）3月15日現在の時点で、当駅は中央線・篠ノ井線系統では東京近郊区間の末端にあたり、首都圏のSuicaエリアで東京駅から営業キロ上最も遠い駅である。また、首都圏エリアの駅番号設定エリアでも東京駅から営業キロ上最も遠い駅であると同時に最も北に位置する駅でもある。

## 乗り入れ路線
JR東日本の北陸新幹線と信越本線、しなの鉄道の北しなの線、長野電鉄の長野線が乗り入れている。信越本線には駅番号「SE 13」が、長野線には駅番号「N1」が付与されている。信越本線は長野県内は当駅が終点、北しなの線・長野線は当駅が起点である。
在来線については信越本線・北しなの線のほかにも、豊野駅を起点とするJR東日本の飯山線の列車が北しなの線経由で、また、篠ノ井駅を終点とするJR東日本の篠ノ井線、および同じく篠ノ井駅を終点とするしなの鉄道のしなの鉄道線の列車が信越本線経由で乗り入れている。しなの鉄道の両路線は元々は信越本線の一部をなしており、当駅は信越本線の中間駅であった。北陸新幹線の開業に伴う並行在来線の経営分離により、1997年（平成9年）10月1日にしなの鉄道線の区間が移管され、次いで2015年（平成27年）3月14日の延伸開業により北しなの線の区間が移管され現在の形となった。長野駅は実質的には篠ノ井線の終点駅でもある。
長距離輸送としては、当駅を始発終着とし名古屋駅までを結ぶJR東海の特急「しなの」、岡谷駅を経由して飯田線・飯田駅までを結ぶ快速「みすず」、大糸線・南小谷駅までを結ぶ臨時快速「リゾートビューふるさと」がある。

## 歴史
- 1888年（明治21年）

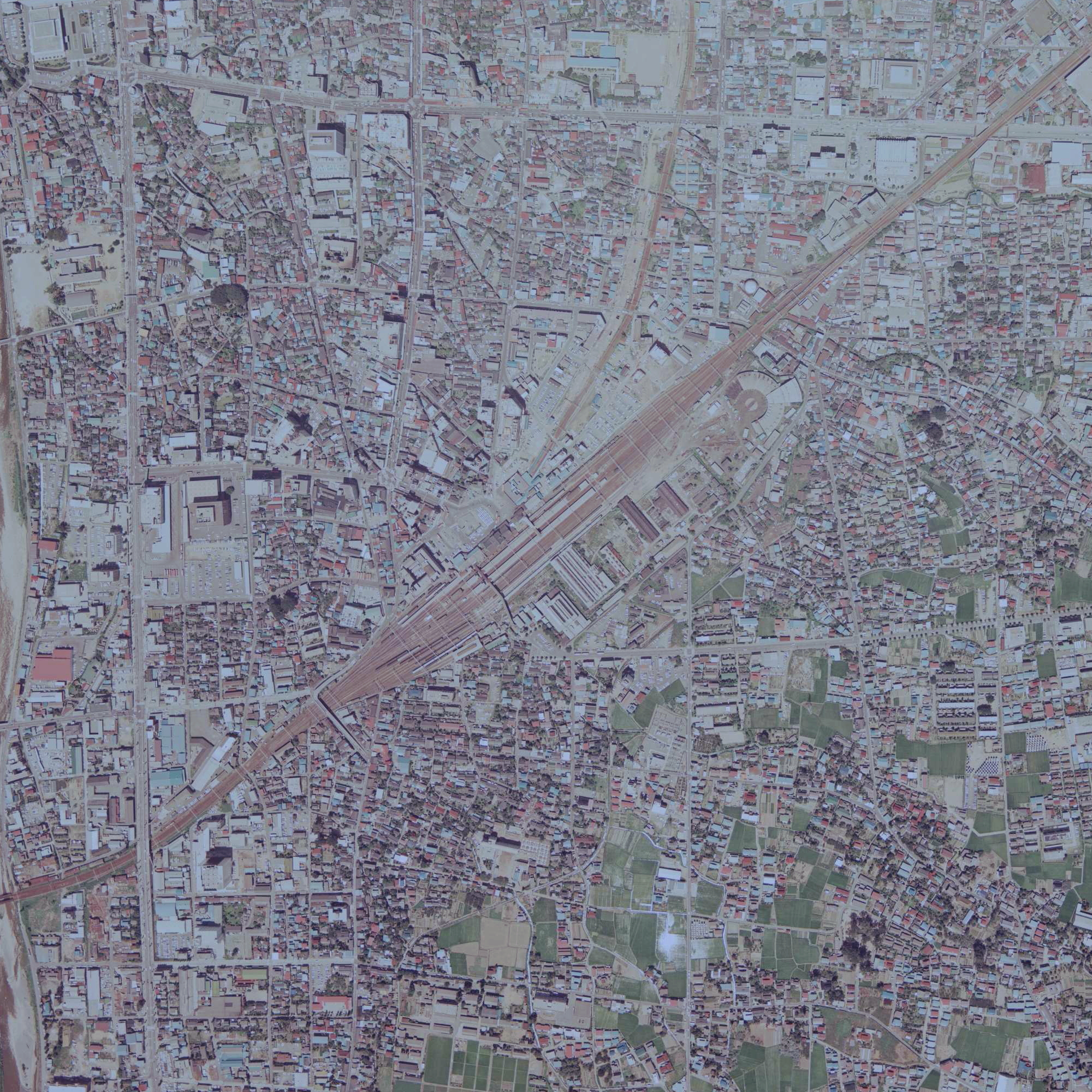
長野駅周辺の空中写真（1975年8月）

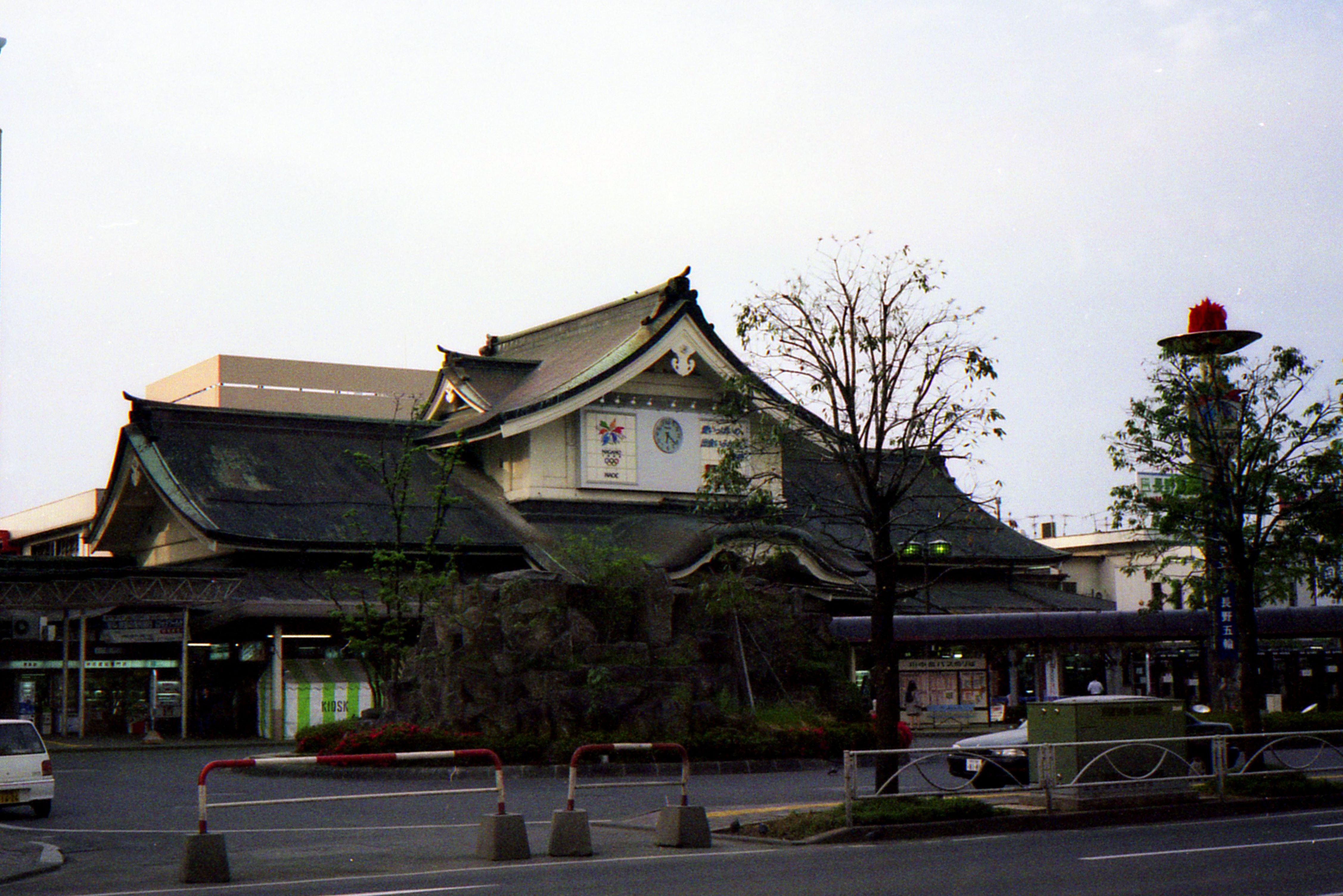
改築前の仏閣型駅舎（1995年5月）

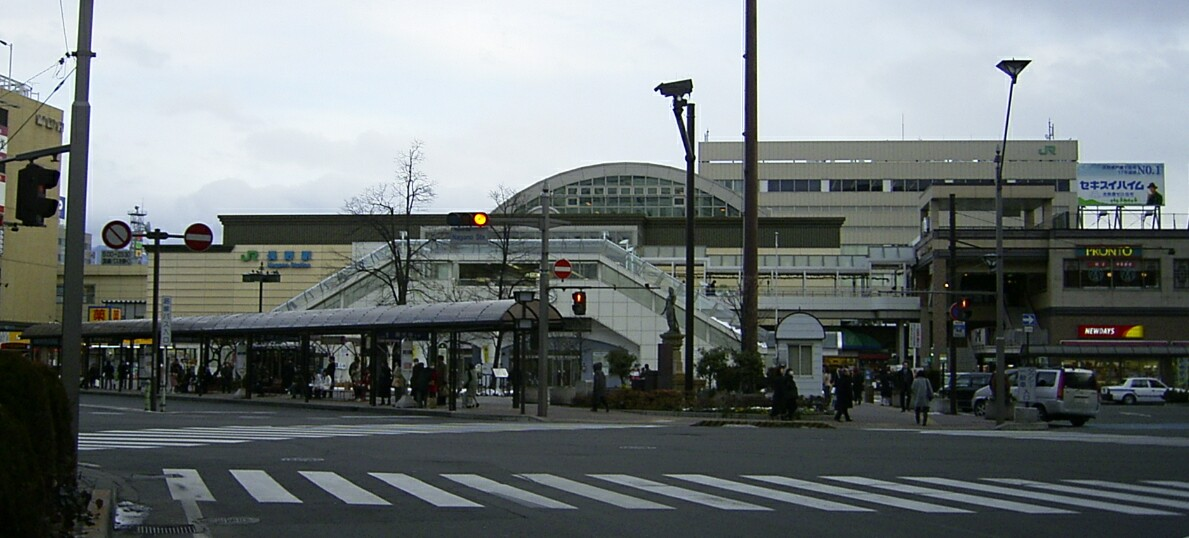
改築前の橋上駅舎（2007年1月）

  - 5月1日：国有鉄道・関山駅 - 当駅間の開通に伴い、長野駅が開業[1][5]。
  - 8月15日：国有鉄道・当駅 - 上田駅間の開通に伴い、途中駅となる[5]。
- 1902年（明治35年）5月：木造2階建ての駅舎に改築[6]。
- 1909年（明治42年）10月12日：国有鉄道線路名称の制定により、高崎駅 - 当駅 - 新潟駅間が信越線と命名[5]。
- 1914年（大正3年）6月1日：信越線・高崎駅 - 当駅 - 新潟駅間が信越本線に改称[5]。
- 1920年（大正9年）8月1日：信越本線・川中島駅 - 長野駅間が複線化[5]。
- 1927年（昭和2年）2月8日：機関車2両が駅構内で脱線。大雪（昭和2年豪雪）のためポイントの切り替えができなかったため[7]。
- 1928年（昭和3年）6月24日：長野電鉄長野線・当駅 - 権堂駅間の地上で開通に伴い、長野電鉄の長野駅が開業[2][6]。
- 1935年（昭和10年）5月10日：駅舎改築工事が着工（同年8月1日に起工式）[6]。
- 1936年（昭和11年）3月10日：仏閣型の駅舎が完成。また、如是姫像が善光寺境内から移動（同月15日に竣工式）[6]。
- 1940年（昭和15年）11月：仏閣型駅舎の銅葺き屋根が、戦争による金属不足のため供出される[6]。
- 1944年（昭和19年）2月27日：如是姫像も金属不足のため、台座を残し供出される[6]。
- 1948年（昭和23年）10月1日：如是姫像が再建[6]。
- 1949年（昭和24年）6月1日：日本国有鉄道法の施行に伴い、日本国有鉄道（国鉄）に継承。
- 1963年（昭和38年）6月21日：信越本線・軽井沢駅 - 当駅間が電化（直流1,500V）[5]。
- 1965年（昭和40年）10月1日：みどりの窓口を設置[6]。
- 1966年（昭和41年）8月24日：信越本線・当駅 - 直江津駅間が電化（直流1,500V）[5]。
- 1968年（昭和43年）
  - 2月8日：善光寺口側の長野駅周辺第一土地区画整理事業を開始[6]。
  - 10月1日：国鉄駅における、専用線発着を除く車扱貨物の取り扱いを廃止[6]、北長野駅へ移管。
- 1970年（昭和45年）12月25日：旅行センター開設[6]。
- 1973年（昭和48年）9月28日：信越本線・当駅 - 北長野駅間が複線化。
- 1978年（昭和60年）10月13日：昭和天皇が第33回国民体育大会に合わせて県内を行幸。お召し列車が原宿駅発、長野駅着で運転。翌日には長野発、松本駅着の列車も運転[8]。
- 1981年（昭和56年）3月1日：長野電鉄の駅が地下化[2][6]。
- 1983年（昭和58年）11月20日：善光寺口側の新駅前広場、東西連絡地下道が供用を開始[6]。
- 1985年（昭和60年）4月6日：駅ビル「MIDORI長野」が開業[6][新聞 1]。
- 1987年（昭和62年）4月1日：国鉄分割民営化に伴い、国鉄の駅はJR東日本・JR貨物の駅となる[5]。
- 1990年（平成2年）2月16日：長野駅周辺第一土地区画整理事業が終了[6]。
- 1993年（平成5年）9月1日：東口側の長野駅周辺第二土地区画整理事業を開始[6]。
- 1994年（平成6年）1月29日：駅舎改築工事を開始[6]。
- 1996年（平成8年）
  - 3月16日：在来線ホームにエスカレーターを新設[新聞 2]。
  - 6月22日：仏閣型駅舎から近代的なデザインの橋上駅舎に改築[6]。また、東西自由通路の一部供用を開始[6]。旧駅舎は同年9月末までに解体[新聞 3]。
- 1997年（平成9年）10月1日：北陸新幹線・高崎駅 - 当駅間（2015年〈平成27年〉3月13日までは通称・長野新幹線）が開業[3][5]。同時に東口広場、地下駐車場、東西自由通路の全面供用を開始[6]。
- 1999年（平成11年）3月10日：新幹線改札口に自動改札機を設置[9]。
- 2000年（平成12年）12月1日：JR長野駅1番線ホームが廃止。1番線、2番線を廃止[6]。旧3番線を2番線に改称、旧4番線を中央で分割、南半分を3番線、北半分を4番線とした[6]。
- 2005年（平成17年）3月16日：JR在来線中央改札口に自動改札機を導入[6]。
- 2006年（平成18年）3月1日：JR在来線の全てのホームの発車メロディが変更され、各ホームそれぞれ違う曲となった。
- 2009年（平成21年）
  - 秋：2番線ホームに冷暖房完備の待合室を設置。
  - 10月下旬：6・7番線ホームに冷暖房完備の待合室を設置。
  - 11月上旬：3・5番線ホームに冷暖房完備の待合室を設置。
- 2010年（平成22年）
  - 2月11日：駅構内バリアフリー工事（各ホームにエレベーターの設置など）が開始[6]。
  - 12月17日：長野電鉄の駅に期間限定でモンスターハンターシリーズの『英雄の証/3(tri)ver.』を発車メロディに導入。
- 2011年（平成23年）4月25日：駅構内バリアフリー工事完成[6][10]。
- 2012年（平成24年）10月5日：午前6時10分ごろ、JR長野駅6・7番線ホームにクマが出没。当時同ホームには乗客がいたものの負傷者なし[新聞 4]。
- 2014年（平成26年）12月：北陸新幹線改札内および改札外がリニューアル[注 1][報道 1]。
- 2015年（平成27年）
  - 1月31日：新幹線ホーム（11 - 14番線）の発車メロディを長野県歌『信濃の国』に変更[報道 2][報道 3]。
  - 2月6日：長野市観光情報センターとBECK’S COFFEE SHOPが併設した複合施設「おいでなして！NAGANO」が開業[報道 4]。
  - 2月28日：信越本線・当駅 - 妙高高原駅間のしなの鉄道への移管に先立ち、しなの鉄道の発券窓口を開設[11]。
  - 3月14日：北陸新幹線・当駅 - 金沢駅間が延伸開業[新聞 5]。同時に、信越本線・当駅 - 妙高高原駅間が「北しなの線」としてしなの鉄道に移管[新聞 5]。在来線の駅がしなの鉄道との共同使用駅となる。善光寺口駅舎の改築が完了。
  - 3月中：改札内、駅ビル「MIDORI長野」、ホテル「ホテルメトロポリタン長野」、東西自由通路に信州（長野県）に関する装飾を実施[報道 5]。
  - 11月21日：立体駐車場と駅ビル「MIDORI長野」を結ぶ連絡通路に信州に関する装飾を実施[報道 6]。
- 2016年（平成28年）3月26日：北陸新幹線でSuica FREX/FREXパル定期券が利用できるようになる[報道 7]。
- 2020年（令和2年）3月14日：新幹線eチケットサービスを開始[報道 8]。
- 2021年（令和3年）
  - 3月13日：タッチでGo!新幹線のサービスを開始[報道 9]。
  - 3月23日：駅ビル「MIDORI長野」内に駅ナカシェアオフィス「STATION WORK」（家具付き賃貸型オフィス「STATION OFFICE」[注 2]や個室型オフィス「STATION BOOTH」を併設）が開業[報道 10][報道 11][報道 12]。
  - 9月30日：びゅうプラザの営業を終了[12]。
  - 12月1日：駅たびコンシェルジュが開業[報道 13]。
- 2022年（令和4年）7月18日：JR東日本長野支社により公式駅キャラクター「ながも」が登場[13]。
- 2025年（令和7年）
  - 2月：信越本線の駅番号にSE 13を設定[報道 14]。
  - 3月15日：信越本線でICカード「Suica」の利用が可能となる[報道 15][報道 16]。東京近郊区間に編入される[報道 15]。
- 2026年（令和8年）春：しなの鉄道でICカード「Suica」の利用が可能となる（予定）[報道 17]。

## 駅構造

### JR東日本・しなの鉄道
計5面9線のホームを持つ地上駅（橋上駅）である。在来線ホームは西側3面5線、新幹線ホームは東側2面4線である。

#### のりば
| 番線          | 路線              | 方面 | 行先                     | 備考               |
| ------------- | ----------------- | ---- | ------------------------ | ------------------ |
| 在来線ホーム  |                   |      |                          |                    |
| 2・3・5・6・7 | 信越本線 篠ノ井線 | 上り | 篠ノ井方面               |                    |
| 2・3・5・6・7 | ■しなの鉄道線     | 上り | 上田・小諸・軽井沢方面   |                    |
| 2・5・7       | ■北しなの線       | 下り | 妙高高原方面             |                    |
| 4             | ■飯山線           | 下り | 戸狩野沢温泉・十日町方面 |                    |
| 新幹線ホーム  |                   |      |                          |                    |
| 11・12        | 北陸新幹線        | 下り | 金沢・敦賀方面           |                    |
| 11・12        | 北陸新幹線        | 上り | 大宮・東京方面           | 当駅始発の一部列車 |
| 13・14        | 北陸新幹線        | 上り | 大宮・東京方面           |                    |

付記事項
- 特急「しなの」は全列車が6番線から発車する。
- 定期「かがやき」は12番線（下り）・13番線（上り）で発着する。
- 一部の上り当駅始発「あさま」は11番線・12番線から発車する。
- かつては1番線が存在したが、2000年（平成12年）のダイヤ改正で廃止[16]され、現在は駐輪場に転換され、欠番になっている[1]。長野県警鉄道警察隊が旧1番線ホームの北長野駅側端部に設置されていたが、ホーム廃止後も現在の位置に所在している。廃止前は、信越本線「信越リレー妙高」・篠ノ井線普通列車などが停車していたが、現在はモニュメントが設置されている。
- 旧1番線の廃止に伴い旧2番線も廃止され、現在の2番線はかつての3番線である。島式ホームであったが、旧2番線側軌道面は嵩上げされ、旧1番線とともに駐車場として使用している。
- 3・4番線は同一ホーム上で、中央で線路が分断されている。安茂里方が3番線、北長野方が4番線となっている[1][6]。3・4番線の間に遮光板が設置されている。かつては線路が繋がっていて、このホームは4番線と5番線であった。現在の4番線は南側を3番線とするため分割されたものである。4番線は基本的に飯山方面の列車が発着する。
- 北陸新幹線（長野経由）開業前は7番線に上野駅行きの特急「あさま」の全列車が発着していた。また、北陸新幹線金沢延伸前は7番線から主に信越本線（直江津方面）の普通列車（新幹線接続の「妙高」など）が発車していた。
- しなの鉄道（軽井沢方面）の列車は3番線から発着することが多いが2・5・6・7番線から発着することもある。
- 特急しなのは6・7番線から発着することが多いが5番線と2番線に到着する便もある。
- 2・3番線を除く全てのホーム上（北長野駅側端部）にトイレが設置されている。
- 在来線ホームの自動放送は沢田敏子によるアナウンスである。
- 新幹線は交通バリアフリー法施行以前の開業であり、また通過線はないが全列車が停車するため、可動式安全柵は設置されていない。
- 在来線のキロポストは、高崎駅起点のものが設置されている。
- 当駅の北側には、長野新幹線車両センターが設置されている。

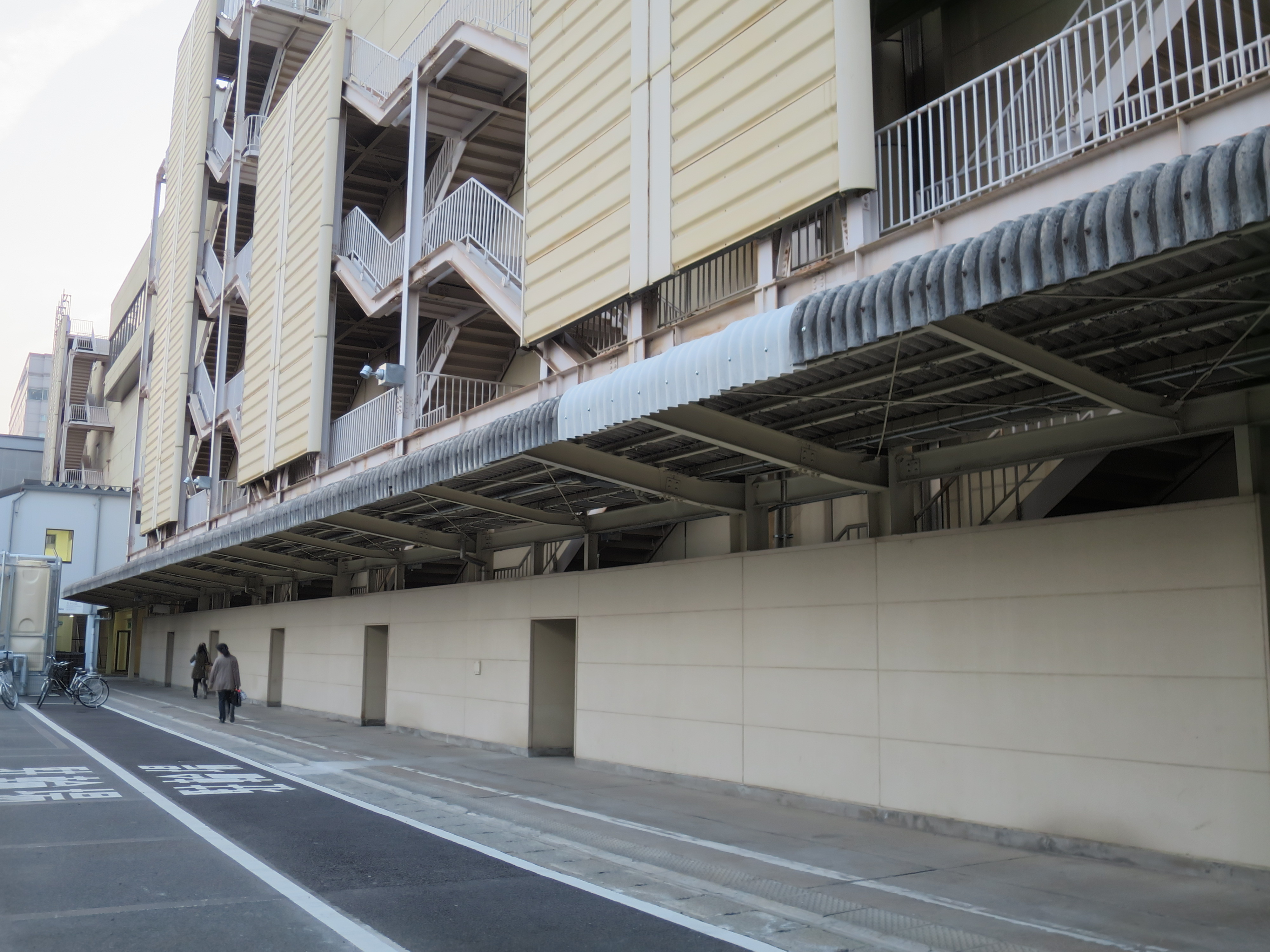
旧在来線1番線ホーム（2016年4月）
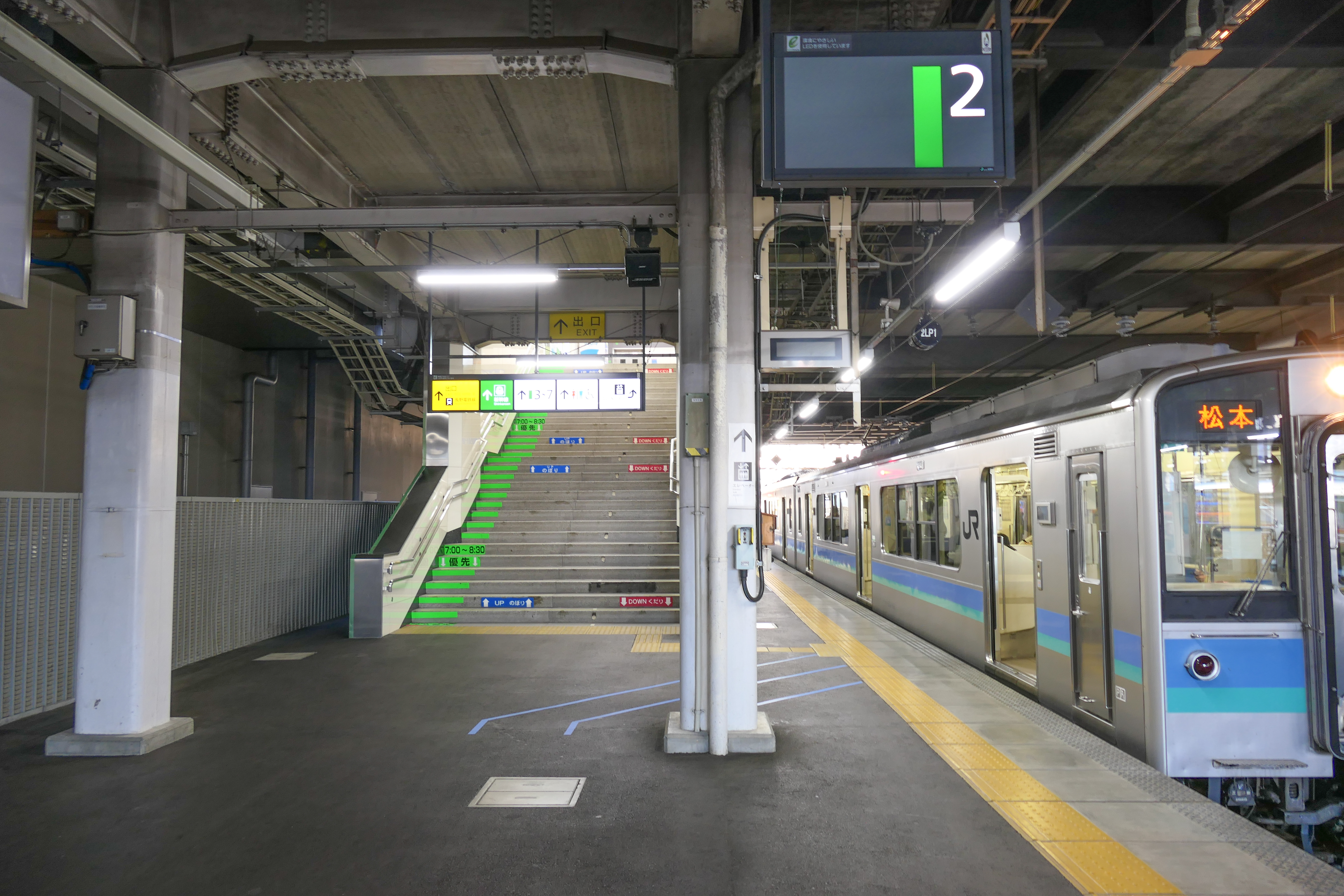
在来線2番線ホーム（2021年10月）
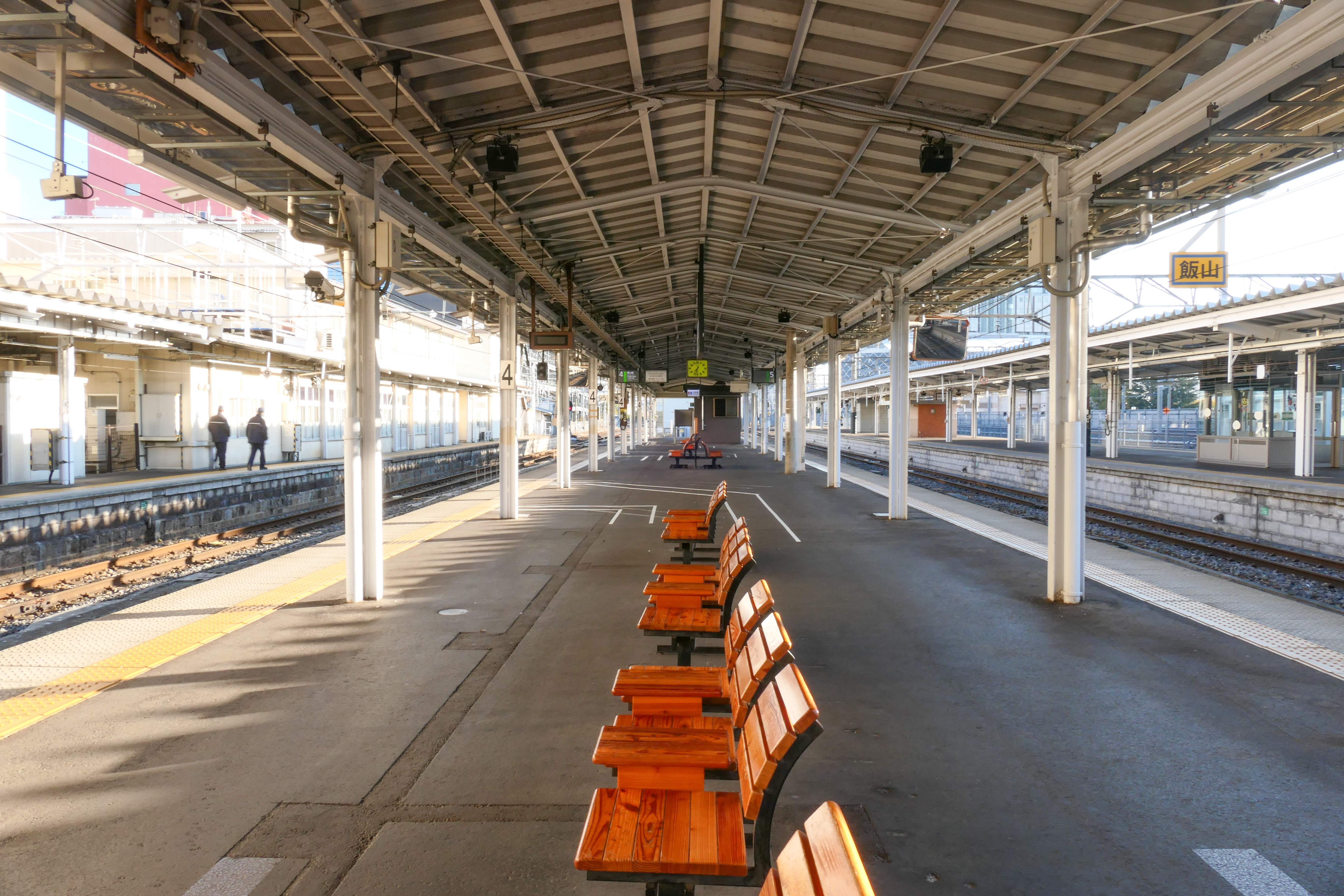
在来線4・5番線ホーム（2021年10月）
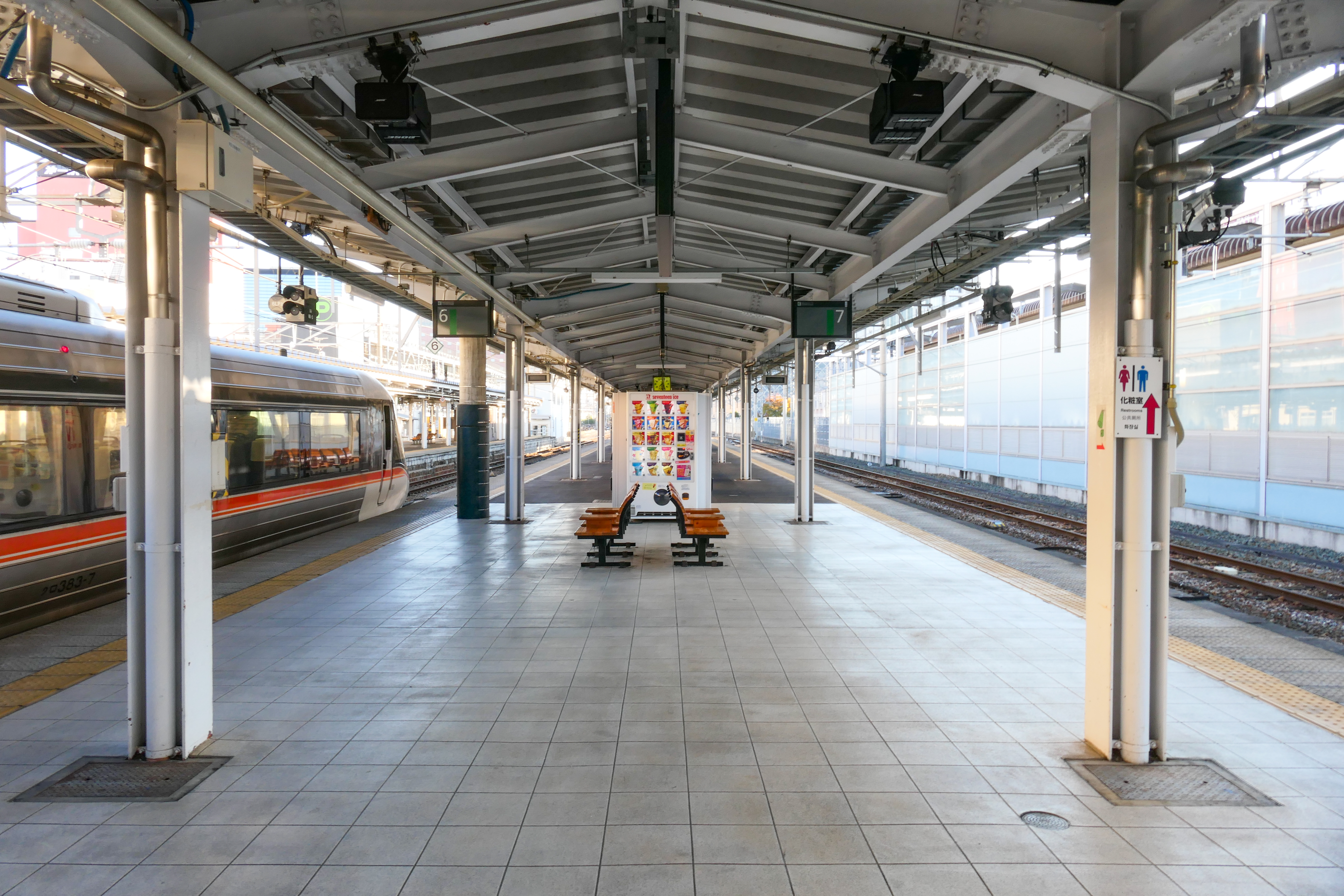
在来線6・7番線ホーム（2021年10月）
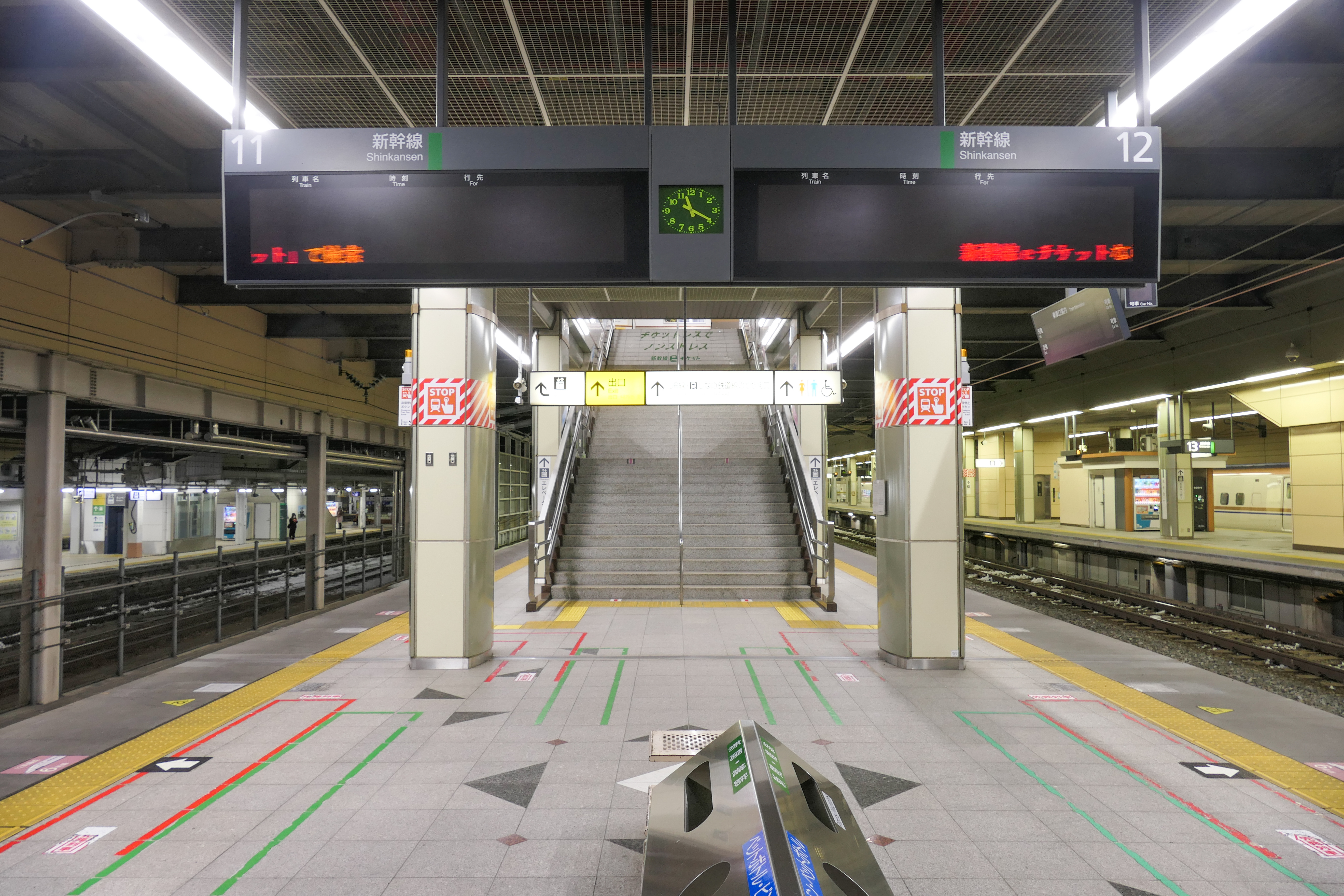
新幹線11・12番線ホーム（2022年2月）
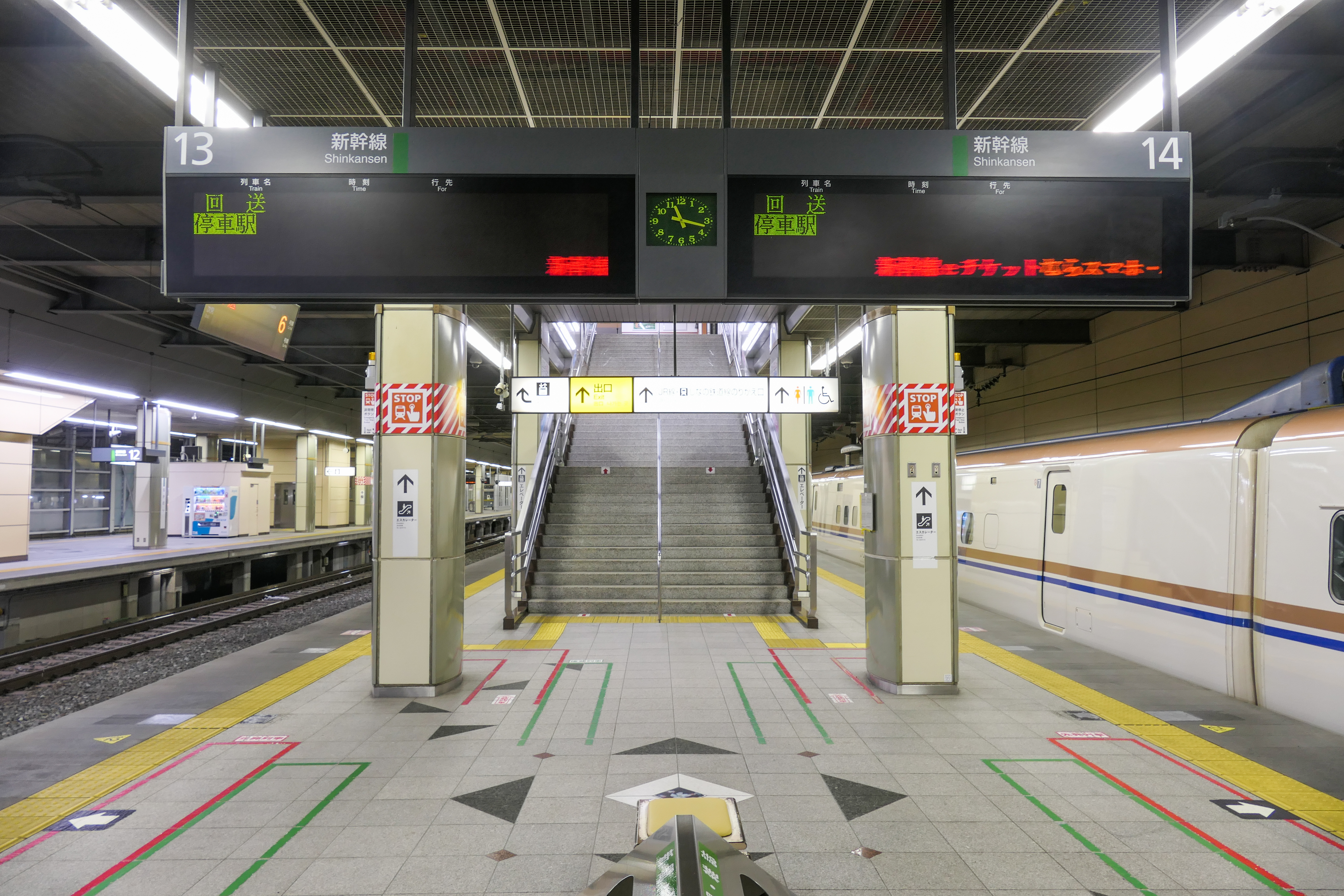
新幹線13・14番線ホーム（2022年2月）

#### 発車メロディ
発車メロディが流れる前は、各番線共に『まもなく、○○番線から○○行き○○(種別)が発車します。』という放送が流れる。なお、新幹線や『特急しなの』などと接続を設定している列車は、上記の列車が長野駅に遅れて到着し、乗り換え時間に余裕がない場合、発車予告放送が繰り返し放送される場合が多い。
各番線の発車メロディは以下の通り。
在来線ホームでは、全ホームともテイチク制作のメロディを使用している（長野支社初のテイチク制作メロディ採用駅である）。2006年（平成18年）2月28日までは全ホーム同じメロディ（チャイムが3回流れるもの）が使用されていた。ただし、ワンマン列車については発車メロディを扱わない。
新幹線ホームでは、2015年（平成27年）1月31日から長野県の県歌『信濃の国』を使用している。制作はスイッチで、編曲は福嶋尚哉が手掛けた。また、2015年（平成27年）1月30日までは、11・13番線は「JR-SH1-3」、12・14番線は「JR-SH1-1」という五感工房制作の発車メロディ（作曲は塩塚博）を使用していた。
| 2       | ■ | 秋桜V1             |
| 3       | ■ | 古いオルゴール     |
| 4       | ■ | スプリングボックス |
| 5       | ■ | 小川のせせらぎ     |
| 6       | ■ | 光と風と           |
| 7       | ■ | twilight           |
| 11 - 14 | ■ | 信濃の国           |

#### 駅舎・改札口
2015年（平成27年）の北陸新幹線金沢延伸に伴い、長野駅は大庇と列柱を特徴とする、新駅ビルと一体的に建設された5代目駅舎に建て替えられた（善光寺口のみ）。大庇及び列柱は長野市が建設し、JR東日本がそれと一体的に新駅ビルを建設した。その結果、それまで存在していたティリア（飲食店）は取り壊されたほか、ウエストプラザ長野からのペデストリアンデッキ（歩行者デッキ）が延長され、新駅ビルとつながった。また、JR長野駅と長野電鉄長野駅とをつなぐエスカレーターおよびエレベーターが新設された。またMIDORI横の駐車場は立体駐車場となった。
古くは仏閣駅舎が有名だったが、長野新幹線開業と同時に近代的なデザインの橋上駅舎に改築された（4代目）。延床面積も新幹線駅が約1900平方メートル、在来線駅は約1600平方メートル>と、旧駅舎の約2.5倍となった。その一方で、4代目駅舎に対しては一部市民や県外の長野市出身者の間では仏閣駅舎復元を望む声もあり、2007年（平成19年）11月と12月には相次いで、市民や市出身者でつくるグループ「JR長野駅舎復元を願う会」が、JR東日本長野支社と長野市に対し、仏閣型に戻すことを求める署名と請願書を提出した。これに対し、JRと市ともに明確な態度は示していなかった。しかし、2009年（平成21年）7月14日に、長野商工会議所のメンバーが長野支社を訪れ、長野駅を門前町らしい駅舎にしてほしいという要望書をJR側に提出した。これに対しJR側は、関係者の意見などを聞きながら、駅舎改築を検討する旨の回答をした。その上で、2013年（平成23年）1月21日、JR東日本は北陸新幹線金沢開業時に新駅ビルの建設を決定した。
「善光寺口」と「東口」の二つの大きな出入口があり、東西自由通路および東西連絡地下通路でつながっている。市街地（繁華街）側が善光寺口。東口側は北陸新幹線開業に伴う改修で、ペデストリアンデッキが新設され、「ユメリア北中通り」に直通している。なお、ペデストリアンデッキは現在、一部供用中であり、東口周辺の再開発事業である長野駅周辺第二土地区画整理事業が、2016年度（平成28年度）に完了するまでに、全線供用される。長野駅善光寺口にある列柱と大庇には門前回廊という愛称がある。
直営駅（駅長配置）であり、篠ノ井線の姨捨駅と稲荷山駅および信越本線の篠ノ井駅 - 安茂里駅間の各駅を管理している。
改札口は在来線改札、新幹線改札、新幹線・在来線乗り換え改札、ミドリ口改札の合計4か所があり、全て自動改札があり、Suicaにも対応している。2008年（平成20年）3月15日のダイヤ改正において新幹線で、JR東日本のモバイルSuica特急券のサービスが開始されたことにあわせ、新幹線改札や新幹線・在来線乗り換え改札において、モバイルSuicaが利用できるようになった。また、2016年（平成28年）3月26日のダイヤ改正でSuica FREX/FREXパルの利用ができるようになった。さらに、2020年（令和2年）3月14日のダイヤ改正で新幹線eチケットサービスで、Suicaが利用できるようになった。このサービスの導入により、モバイルSuica特急券は2020年（令和2年）3月13日でサービスを終了した。なお、ミドリ口改札は在来線側のみにあり、係員もいないため、新幹線を利用する場合や、自動改札を利用できない切符は利用できない。在来線改札と新幹線改札、みどりの窓口、駅たびコンシェルジュなどは、善光寺口と東口を結ぶ自由通路（橋上）に面している。
また、2015年（平成27年）3月14日から在来線の駅がしなの鉄道との共同使用駅となることから、同年2月28日よりしなの鉄道の発券窓口が在来線改札脇（かつての落とし物相談所）に併設された。ただし、発売している券種は、北しなの線および連絡運輸を行っている飯山線と妙高はねうまラインの切符、それに一部の企画乗車券と「ろくもん」の指定席プランの切符のみである。
駅構内の一部の店舗および併設されているMIDORI長野の店舗では、Suica（相互利用可能なJR各社、および他社局のIC乗車カードでも）が利用可能である。
自動体外式除細動器 (AED) が在来線コンコースの改札口近く、在来線コンコースのトイレ前、新幹線コンコースの改札口近くなどに設置されている。
2025年（令和7年）3月15日から在来線改札口の自動改札機がSuicaなど交通系ICカードに対応するようになった。

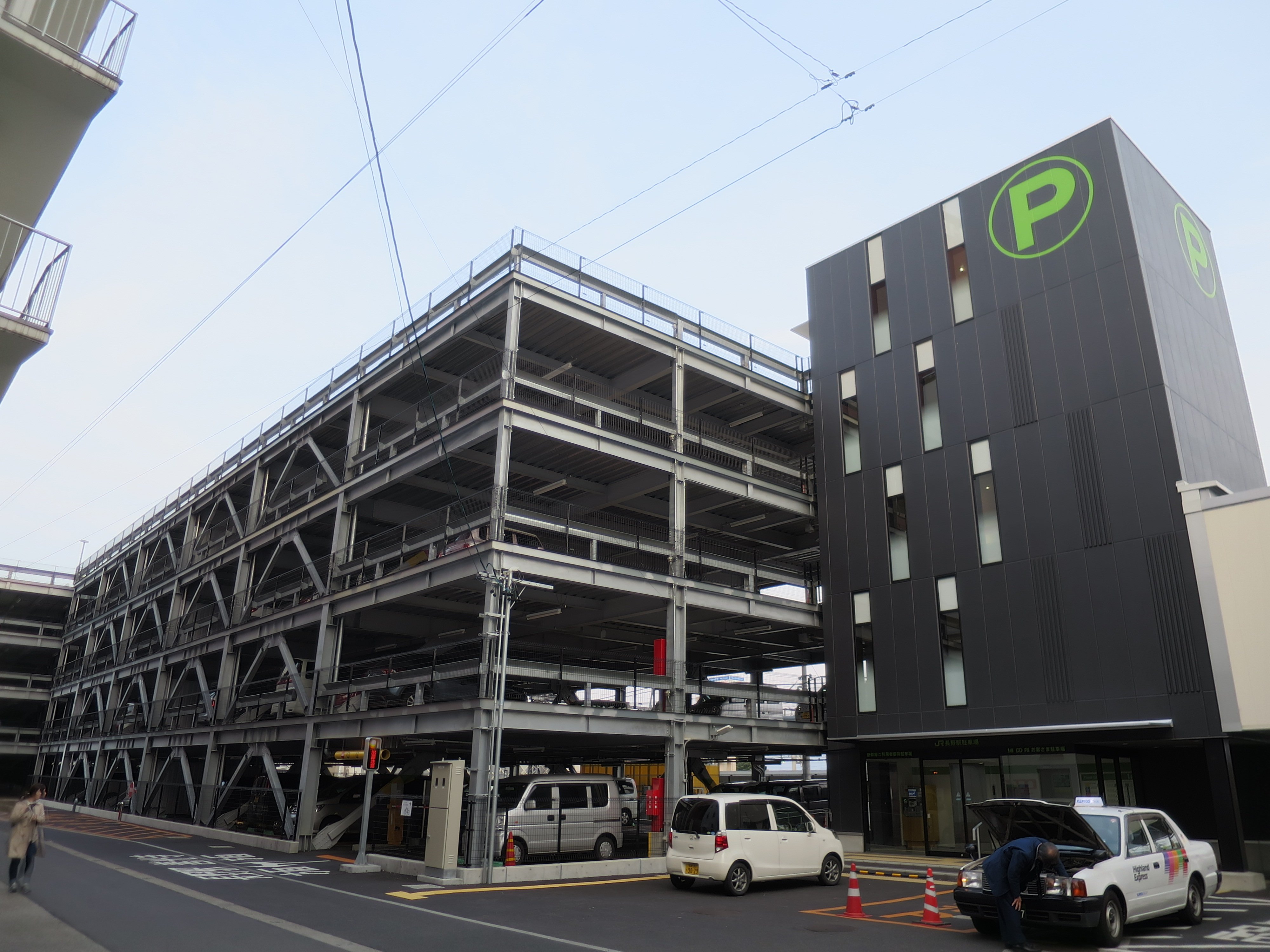
長野駅および駅ビルMIDORIの利用者用駐車場（2016年4月）
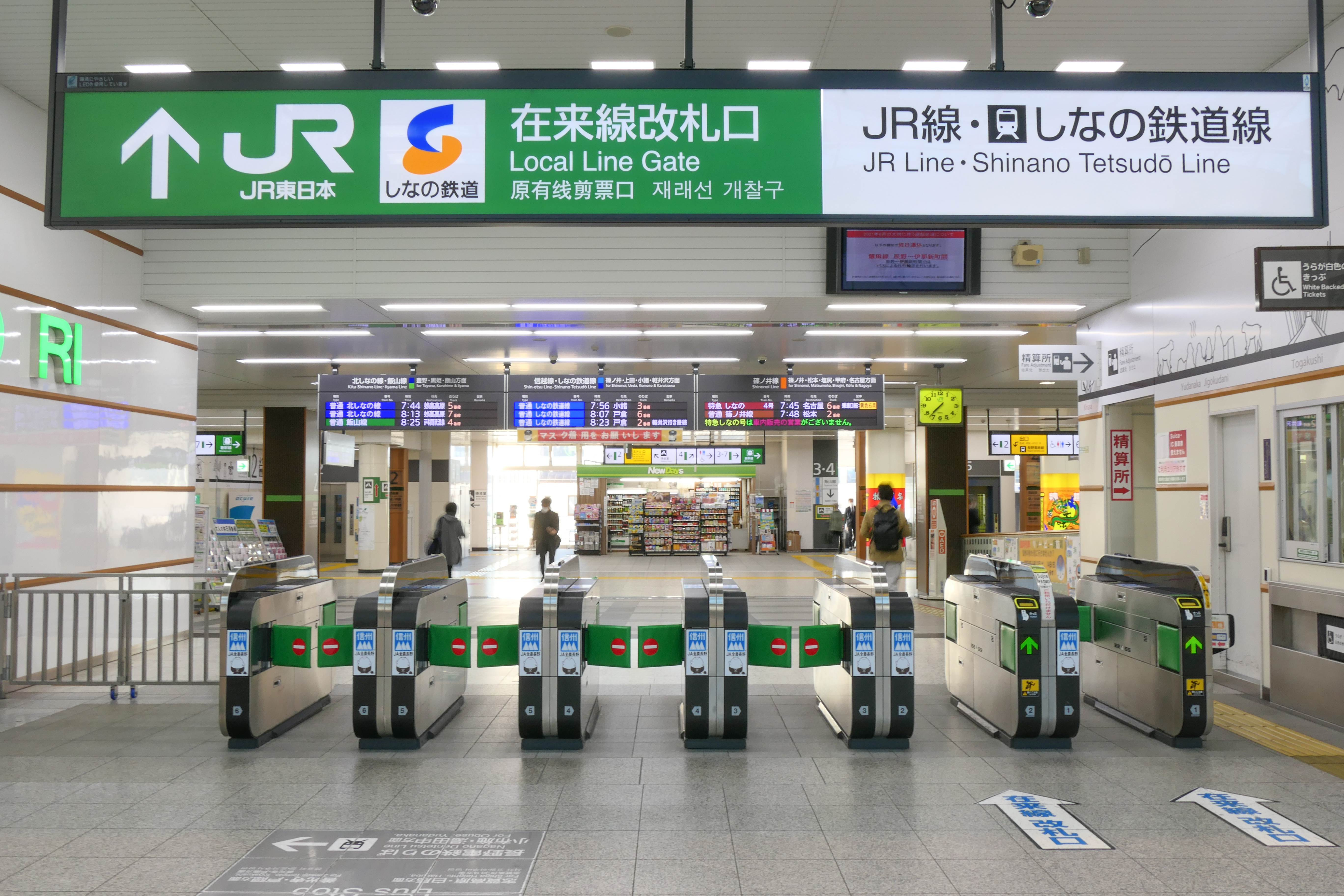
在来線改札口（2021年10月）
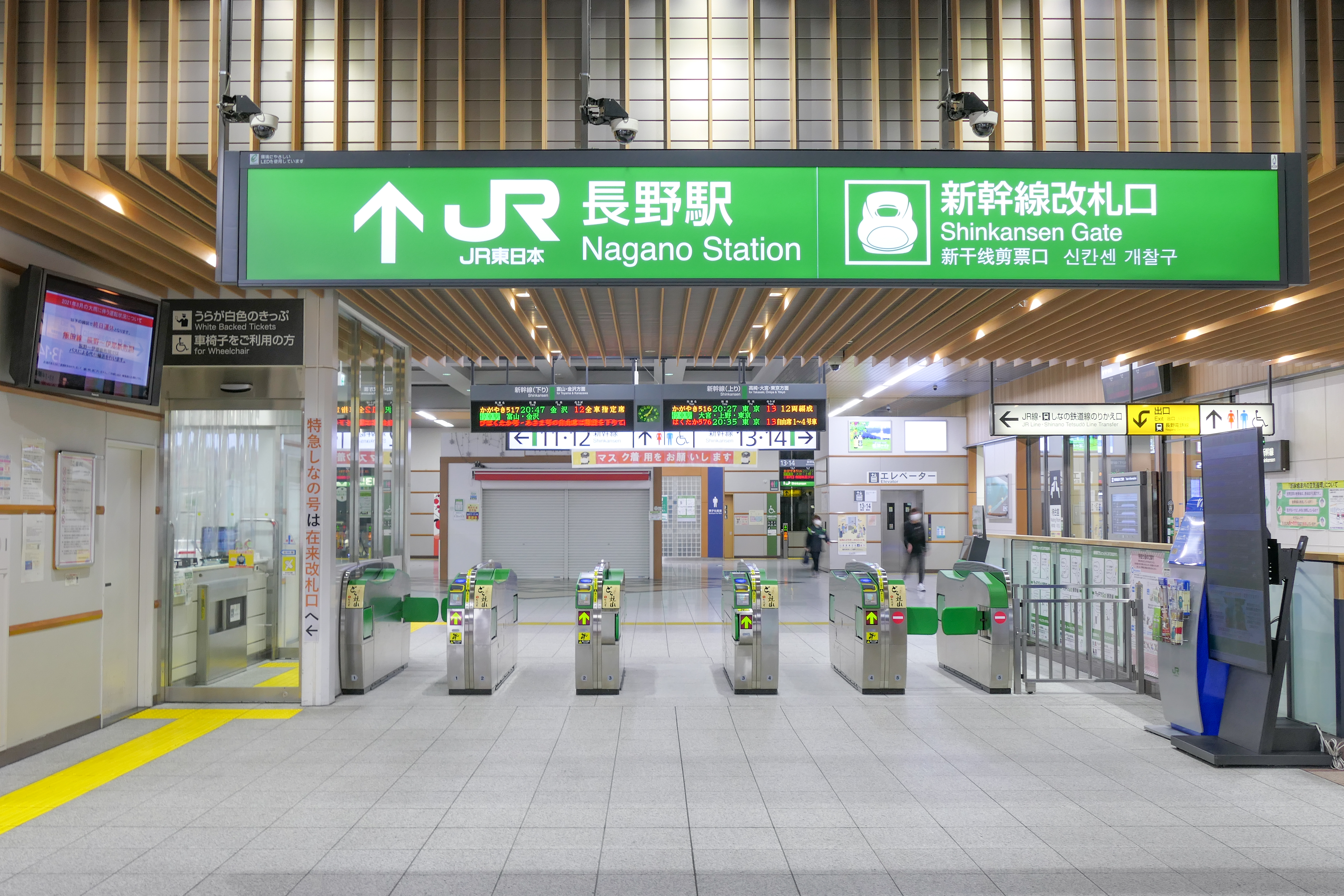
新幹線改札口（2021年10月）
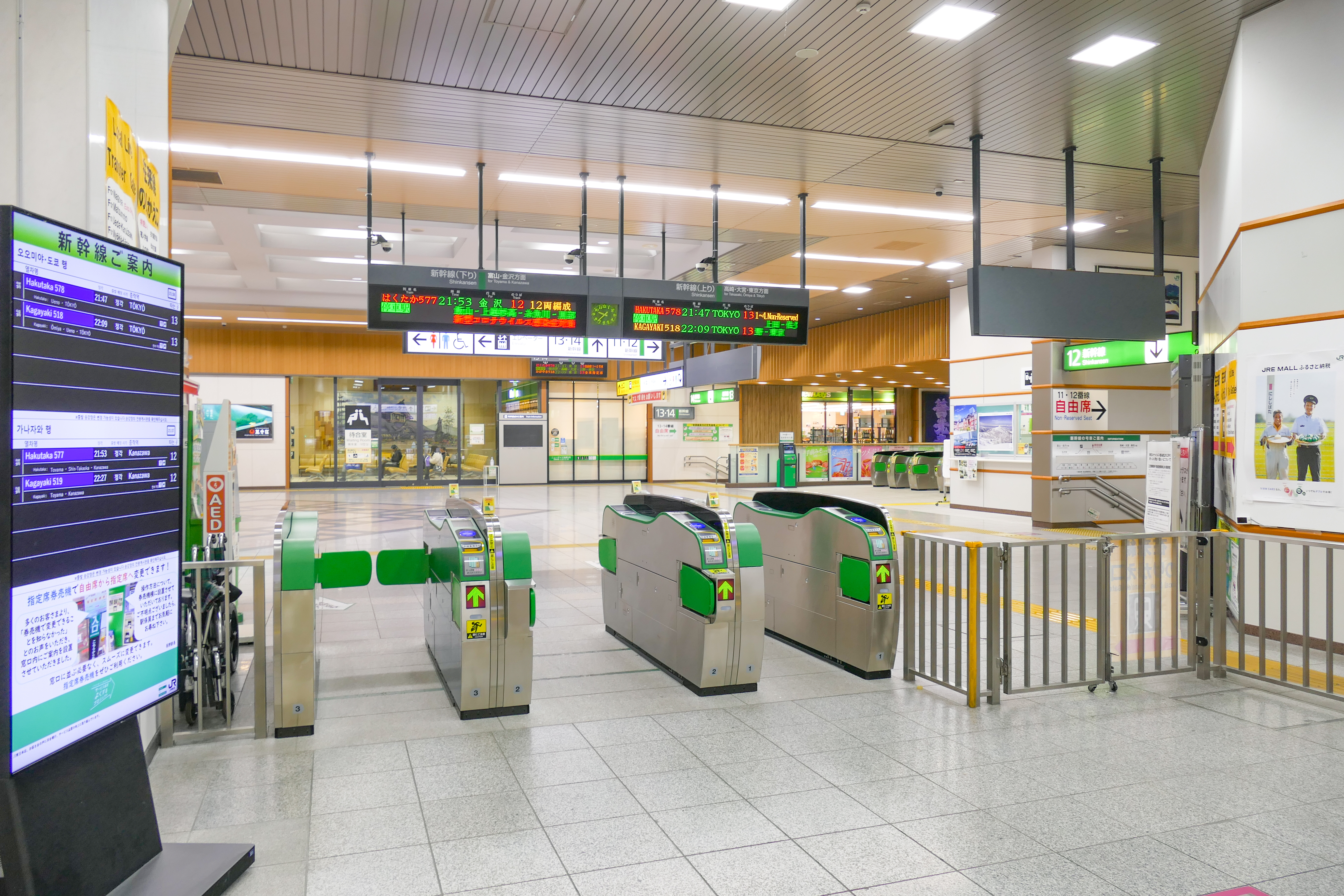
在来線・新幹線乗換改札口（2022年1月）
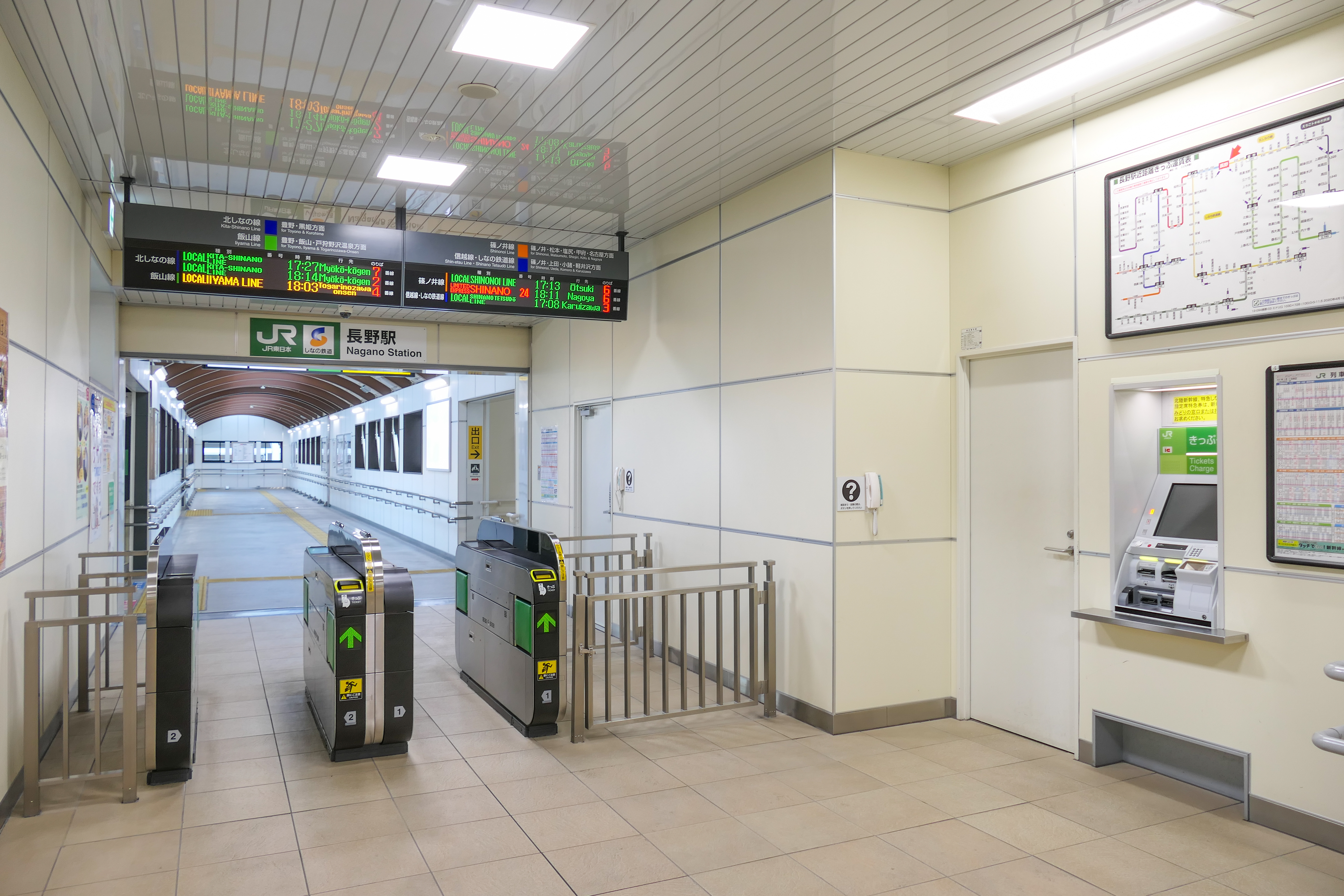
ミドリ口改札口（2022年2月）
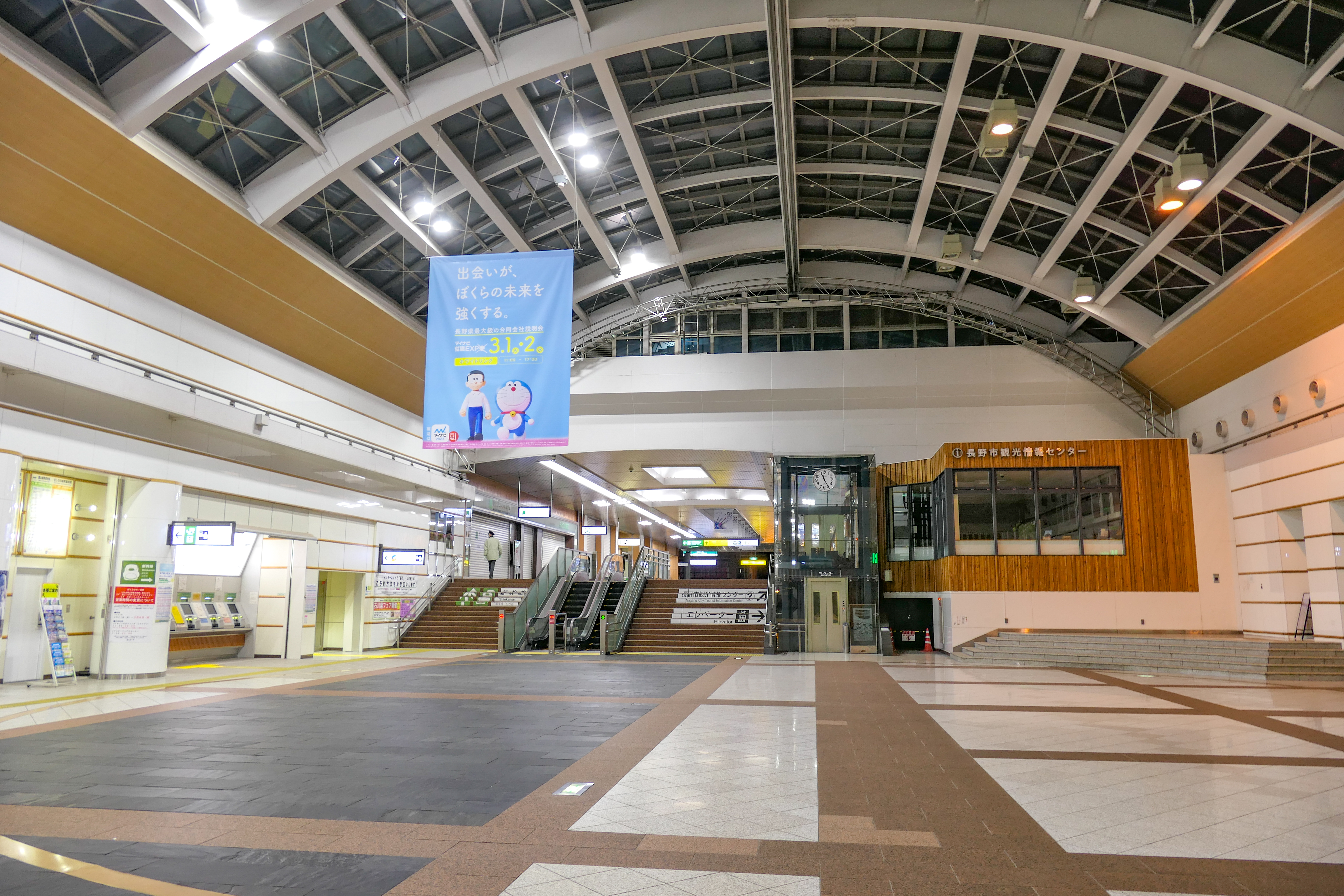
コンコース（2022年2月）
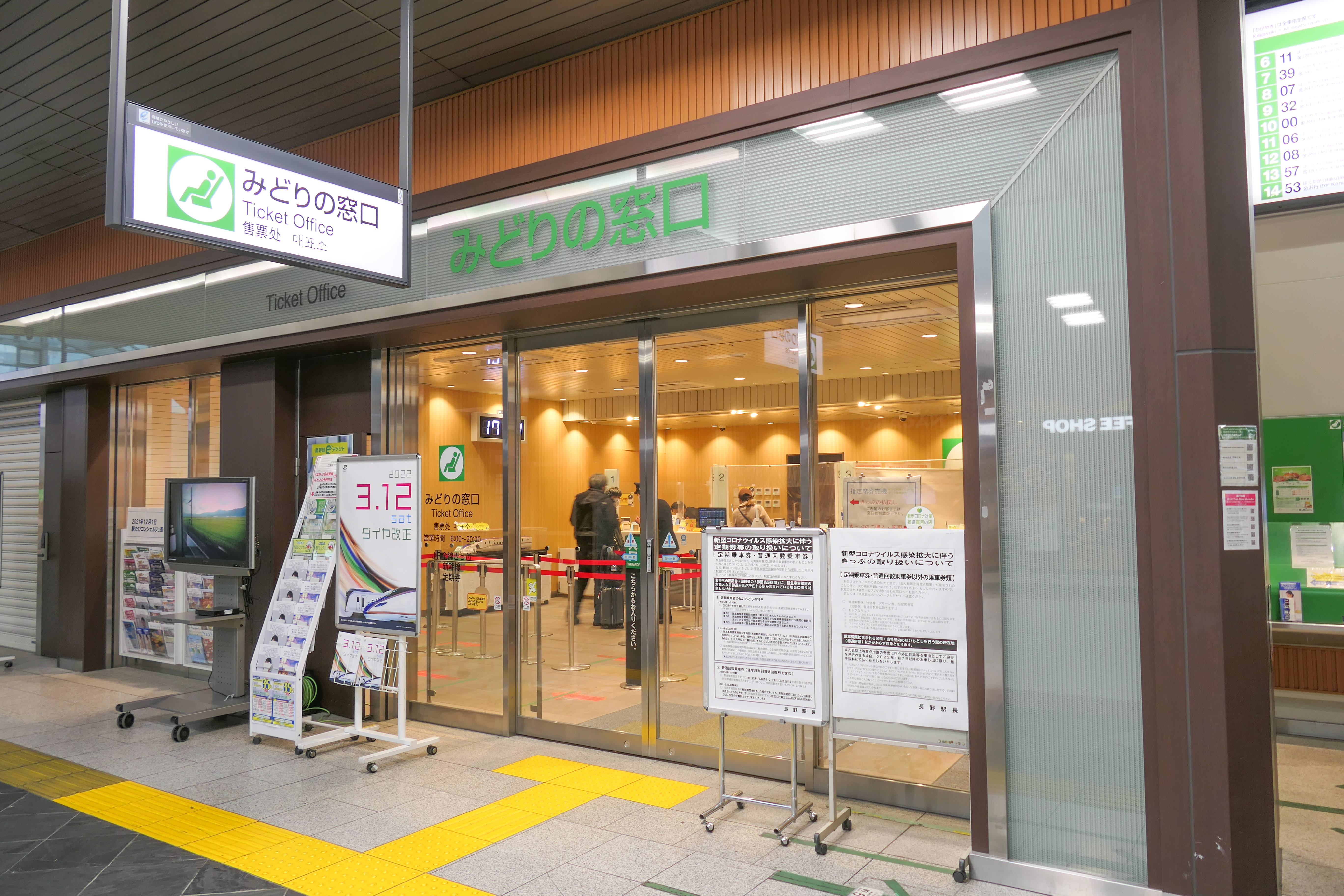
みどりの窓口（2022年2月）
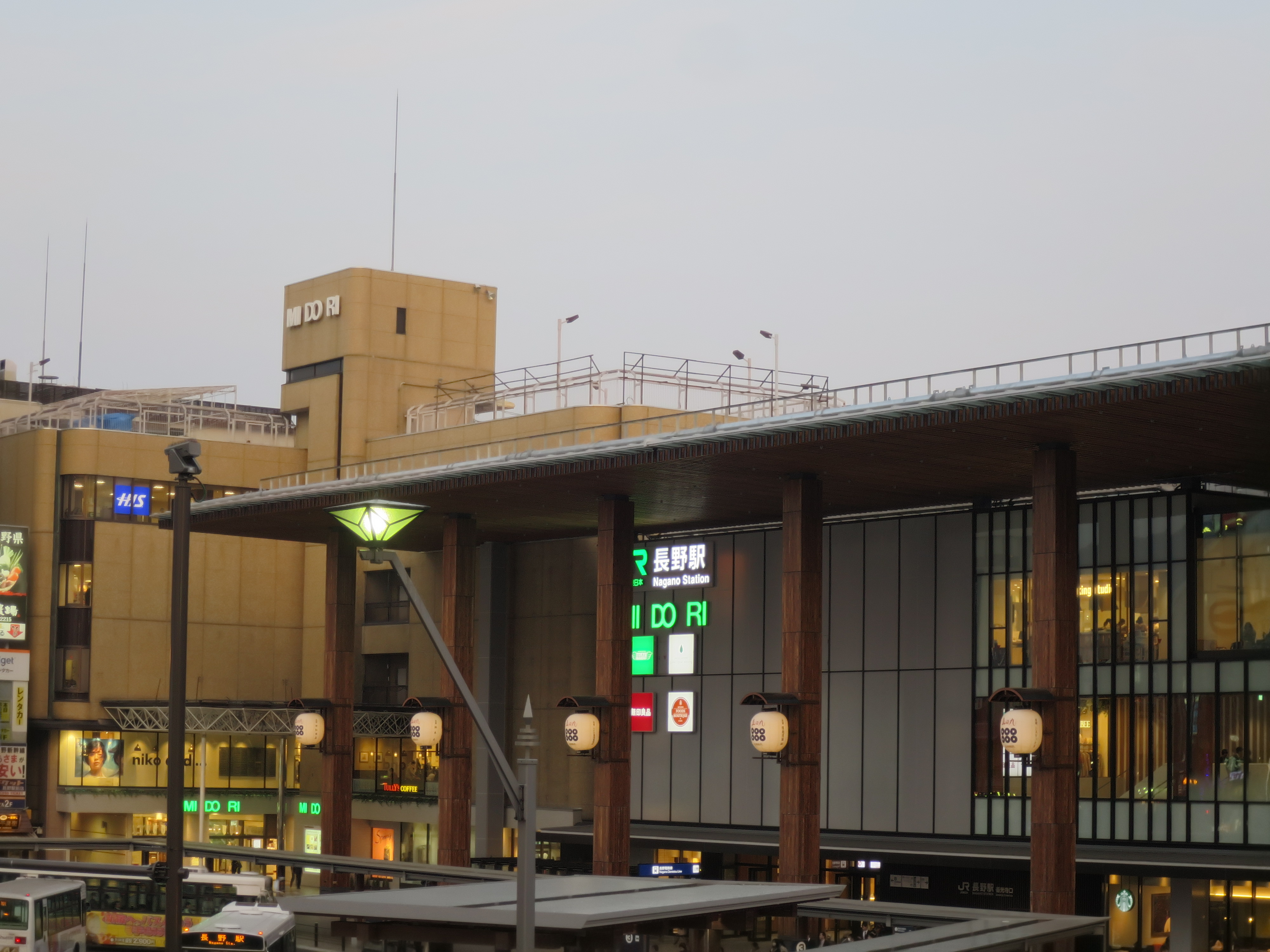
MIDORI長野駅（左側の建物）（2016年4月）
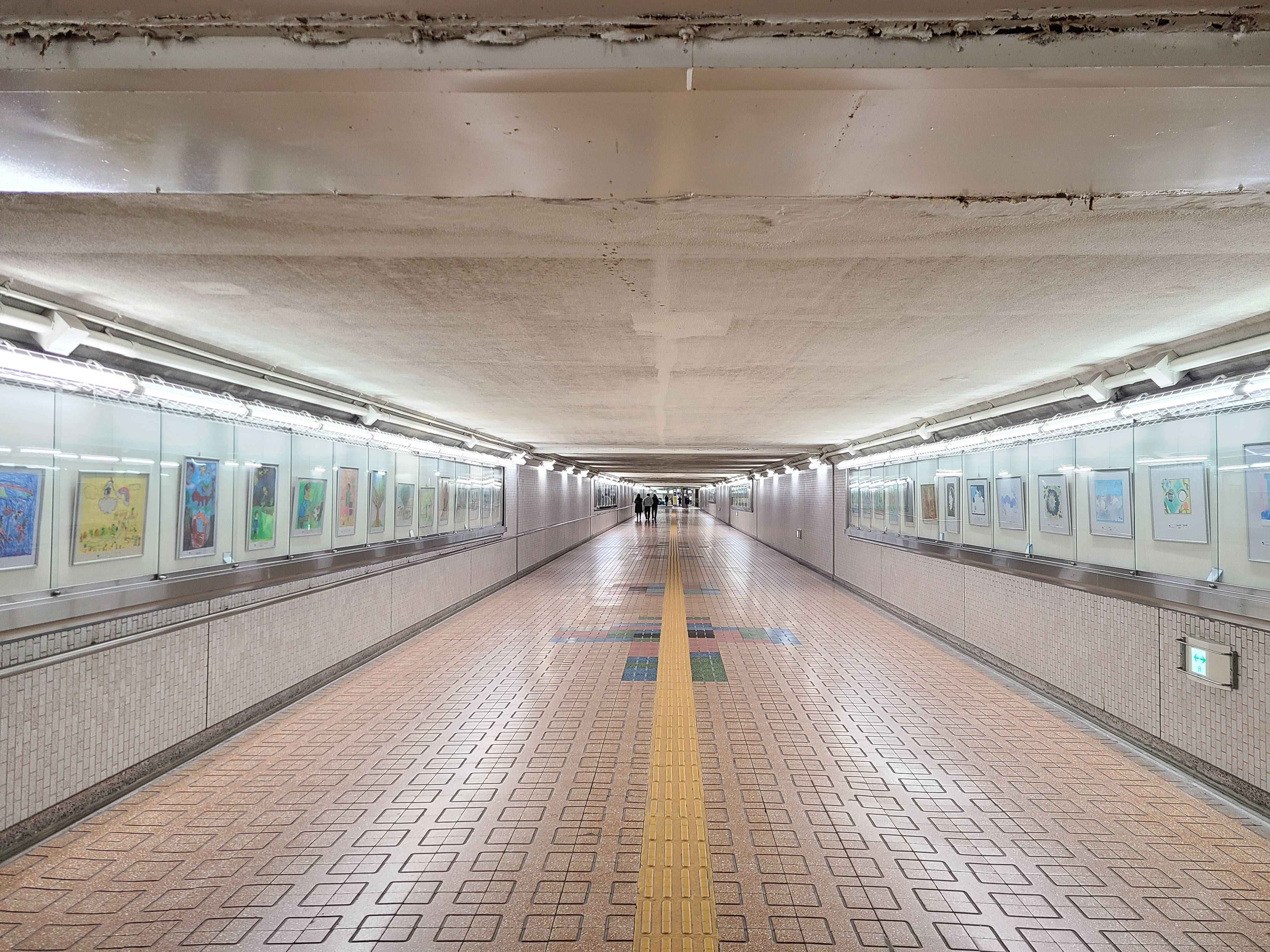
地下通路（市民ギャラリー、2024年1月）
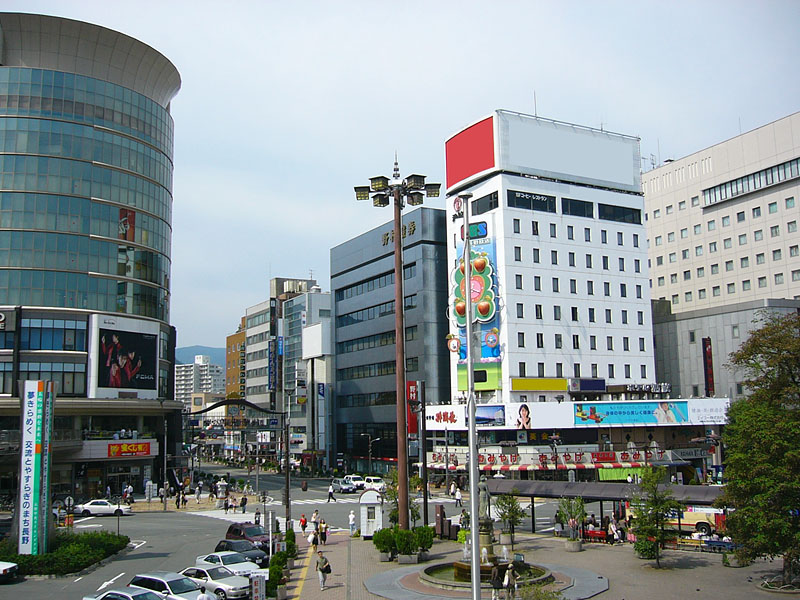
長野新幹線時代の善光寺口前（2005年9月）

##### 3代目駅舎（仏閣型）
1936年（昭和11年）の善光寺御開帳の年に合わせて建てられた3代目長野駅舎は、撞木造りと唐破風を取り入れた日本風のデザインで、仏閣型駅舎として大社駅、奈良駅、二条駅などと並んで全国に知られていた。設計は城俊一、施工は佐藤組。鉄筋コンクリ—卜構造だが、和風建築の造形美を出すために屋根の部分だけは木造だった。善光寺境内にあった如是姫像も同駅舎建設に合わせて駅前に移設された。また、駅舎入口の駅名標は1955年（昭和30年）の善光寺御開帳に合わせ当時の善光寺貫主である東伏見慈洽の揮毫した木製のものが掲げられていた。1998年（平成10年）の長野冬季オリンピック開催に合わせて長野新幹線の開通が決まり、1996年（平成8年）に4代目の橋上駅舎が完成し、保存要求もあったようだが、旧駅舎は取り壊された。このとき、如是姫像も撤去されたが、観光振興のストーリー作りのため、後に駅前広場に再び設置された。ありし日の姿は、映画『略称・連続射殺魔』（1969年）、『君よ憤怒の河を渉れ』（1976年） などで見ることができる。

#### 貨物取扱・専用線

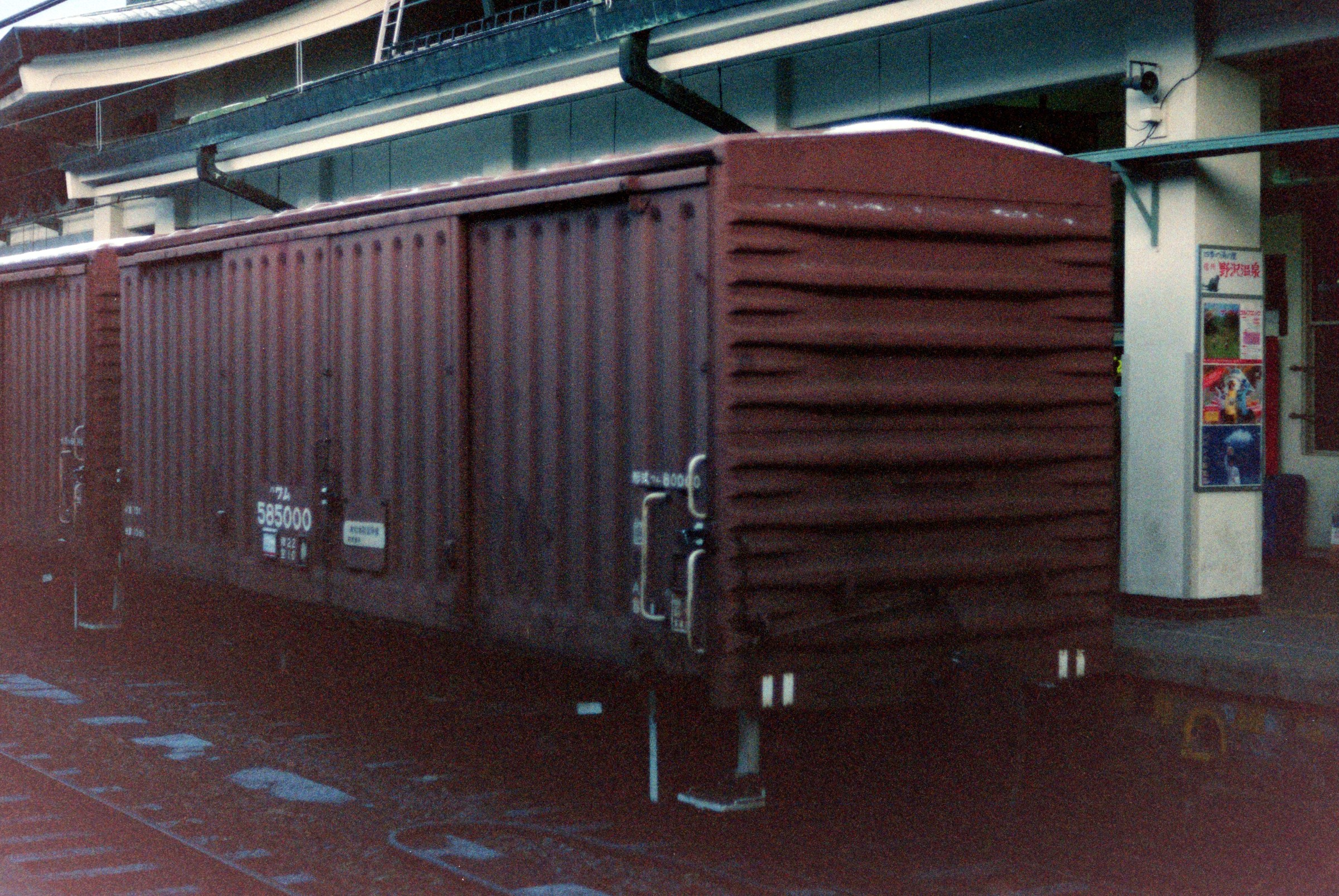
長野駅に停車する貨物列車（1986年3月）

JR貨物の駅は専用線発着の車扱貨物の取り扱い駅であるが、2009年（平成21年）3月14日のダイヤ改正以降は貨物列車の発着がなくなっている。
2009年（平成21年）3月までは、駅北側から分岐する東京ガス保有の専用線に接続していた新潟燃商長野油槽所向けに、根岸駅から灯油などの到着があった。また、かつてはサンリン向けLPG輸送でも使用されていた。晩年は臨時専用貨物列車が篠ノ井駅から1本のみ設定され、積車を牽引し到着していた。返送列車は北長野駅へ向かった後、篠ノ井駅へ戻る形となっていた。
専用線発着以外の一般向けの車扱貨物は1968年（昭和43年）まで行われ、善光寺口（西口）側商業地付近に貨物ホームがあった。コンテナの取り扱いに対応するため、北長野駅へ移設された。

### 長野電鉄
長野電鉄の駅はJR長野駅善光寺口側地下にある。JR線との連絡改札はなく、JR線から乗り換える場合は一旦駅舎を出てからエスカレーター・階段・エレベーターを用いて下る必要がある。入口は非常に多く、善光寺口の目の前からエスカレーターで連絡するものや、バスターミナル横からエレベーターで降りるもの、東口側から連絡通路を通ってくるものなどがあり、さらにながの東急百貨店や駅ビルMIDORI、長野東急REIホテルとも地下で直結しているため、様々な方向から入ることができる。
コンコースは地下1階にあり、有人改札（自動改札機はない）、自動券売機4台（全てタッチパネル式、うち1台は定期券発売に対応）、駅務室、駅長室、宿直室がある。また、自動券売機右手には定期券売り場があり、乗車券類の発売のほか、グッズの販売なども行っている。改札隣には長電観光（2007年〈平成19年〉に長野電鉄本社に合併）の旅行センター「たびプラザ」があり、宝くじや長電バスの定期券・地域連携ICカード「KURURU（くるる）」が購入できる。2007年〈平成19年〉に自動体外式除細動器（AED）が設置された。改札前には待合所がある。また、待合所東口よりに、JR長野駅への連絡エスカレーター及びエレベーターが設置されている。トイレは多機能トイレを併設した男女別の水洗式で、改札外の地下通路に設置されている。
かつては、現在のロータリー横エレベーターの場所の階段が善光寺口からの最寄の入口だったが、2015年（平成27年）の善光寺口再開発の際に、出入り口を駅入り口前に移設。同時にエスカレーターとエレベーターが設置された。
ホームは地下2階にある。櫛形ホーム2面3線 (85 m) の地下駅で、2番線のみ乗降分離されている。終端駅のため、各ホームには車止め（誘導型油圧式）が設置されている。その他、運転取扱室、乗務員控室、電気室、機械室、発電機室などがある。なお、非常用階段が各ホームの市役所前駅側端部にあり、長野大通り地下の南千歳横断地下道まで接続されている。また、2015年（平成27年）に駅構内照明が全面LED照明化されている。なお、ホームの幅がやや狭いため、列車到着前は一時的に改札を打ち切ることがある。
かつて地上駅だったころは島式ホーム1面2線（国鉄長野駅の貨客分離後からは相対式ホーム2面2線）で、国鉄長野駅との間に貨物列車などの直通列車用の連絡線が存在した。

#### のりば
| 番線    | 路線    | 行先                       |
| ------- | ------- | -------------------------- |
| 1・2・3 | ■長野線 | 須坂・信州中野・湯田中方面 |

付記事項
- 2面のうち1面を1番線ホームと2番線降車ホーム、もう1面を2番線乗車ホームと3番線ホームとして使用している。
- 2番線は主に特急列車が使用する。

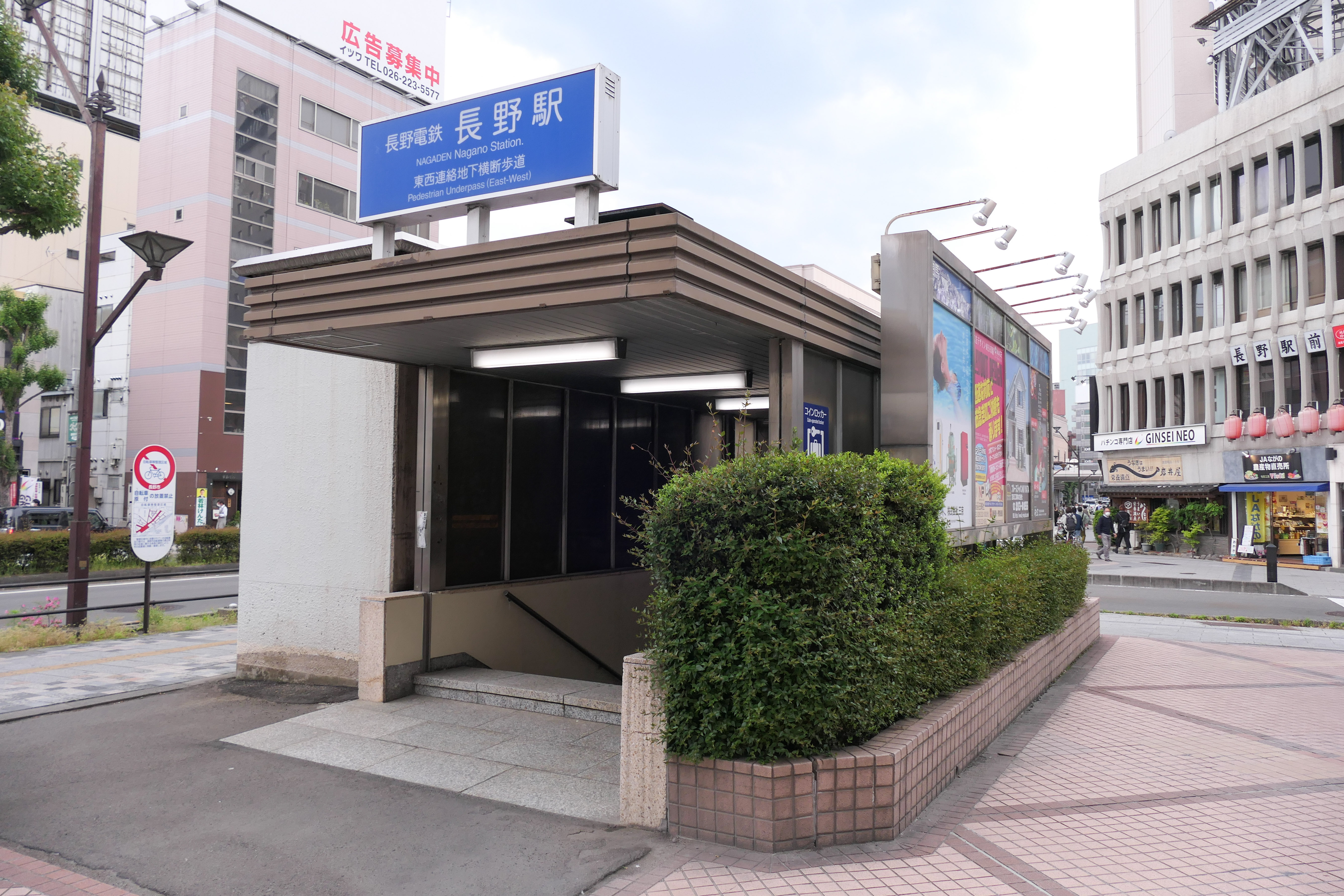
ながの東急百貨店前の出入口（2022年5月）
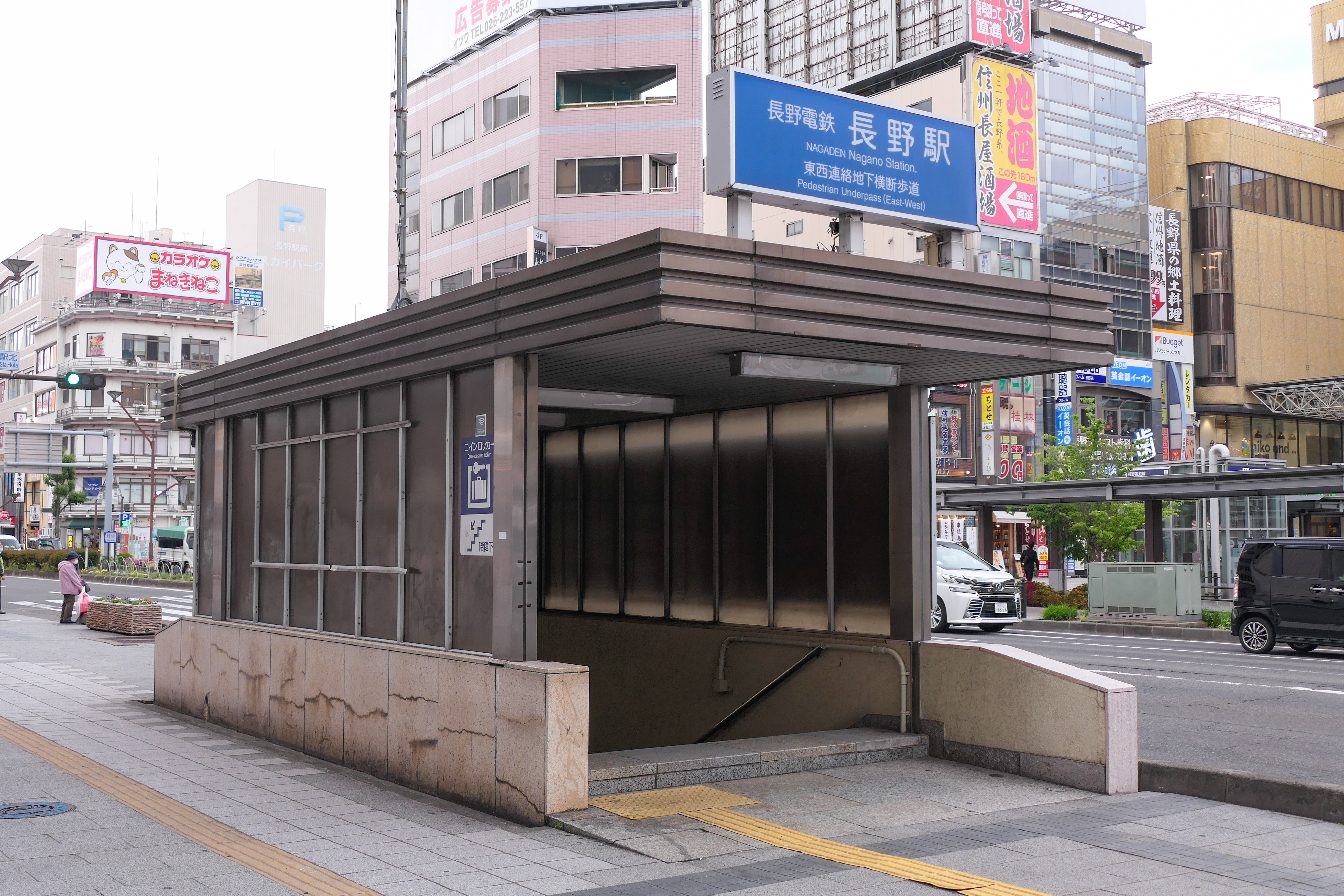
長野大通り沿いの出入口（2022年5月）
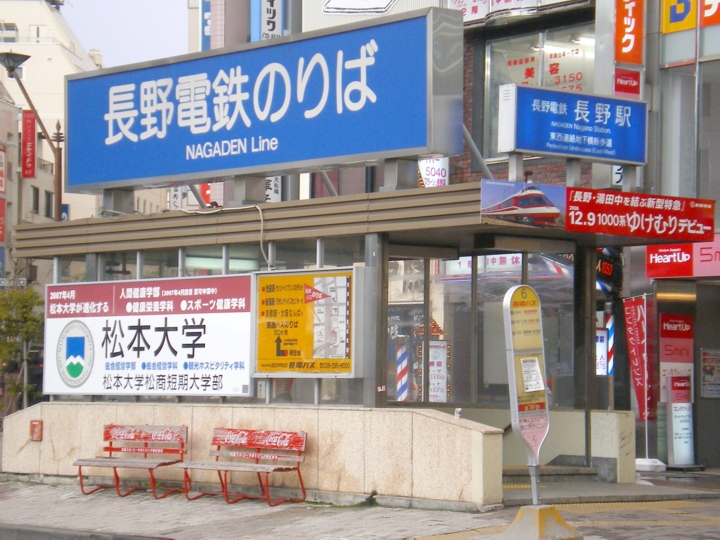
移設前の駅出入口（2006年12月）
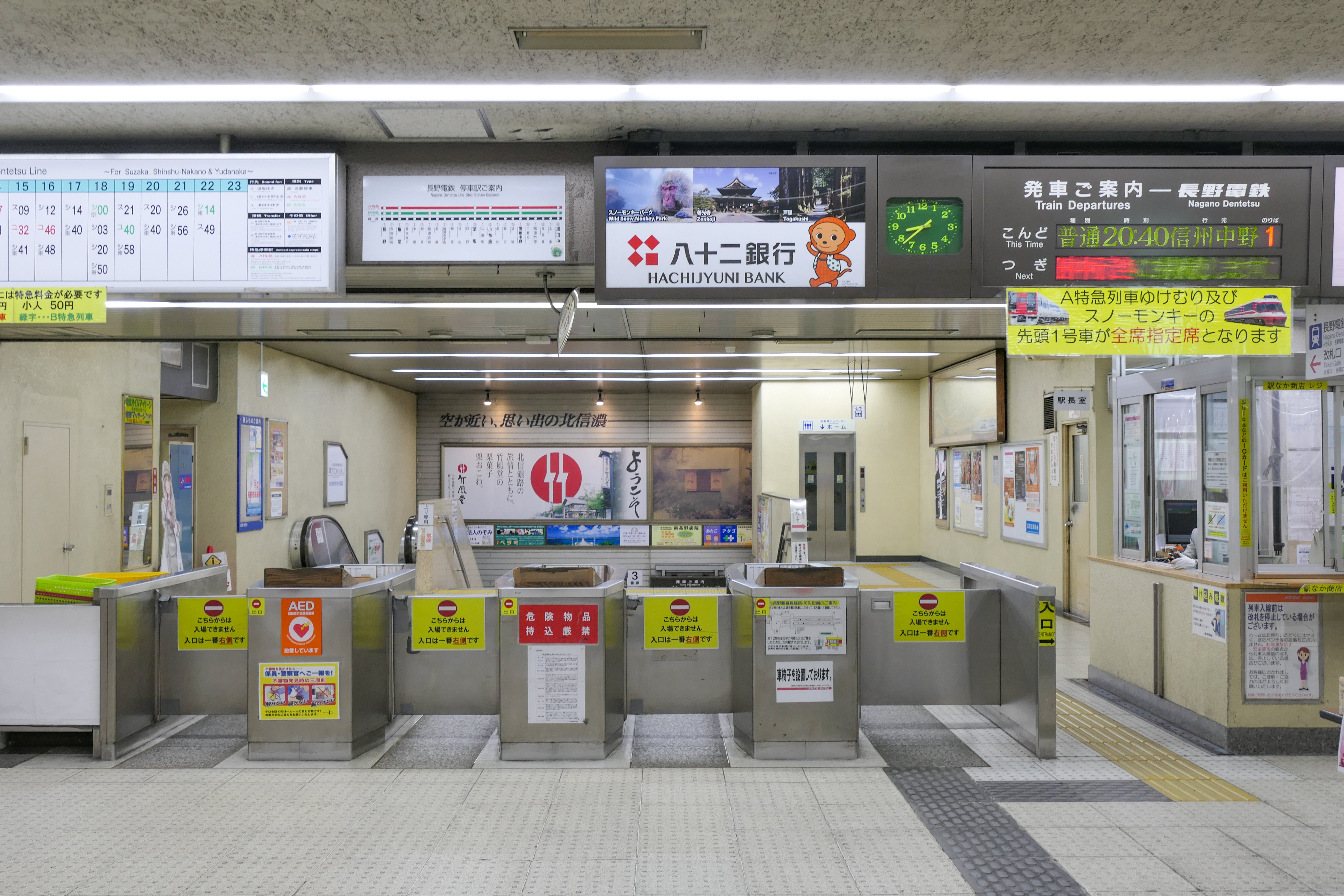
改札口（2021年10月）
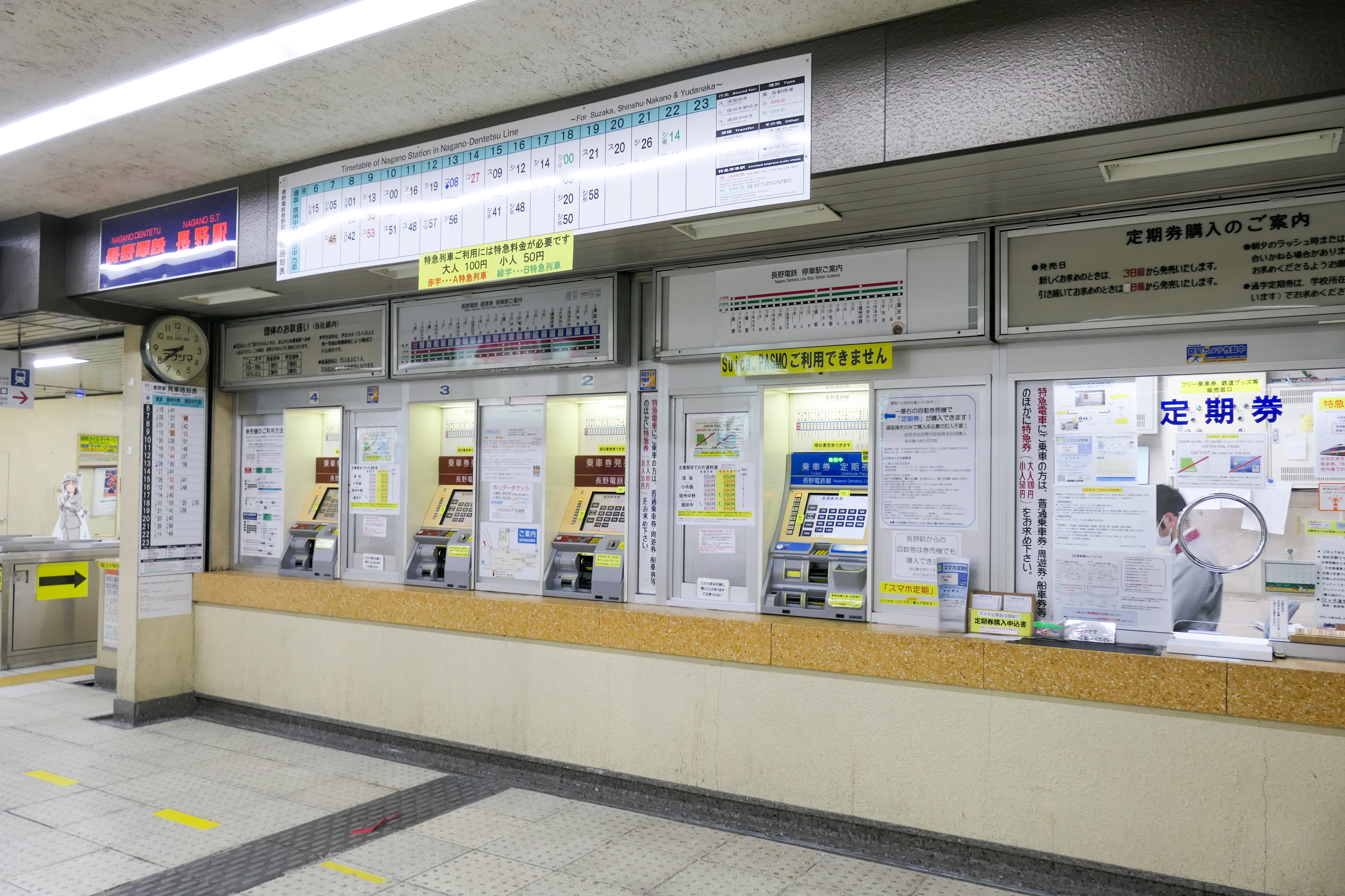
切符券売機と窓口（2021年10月）
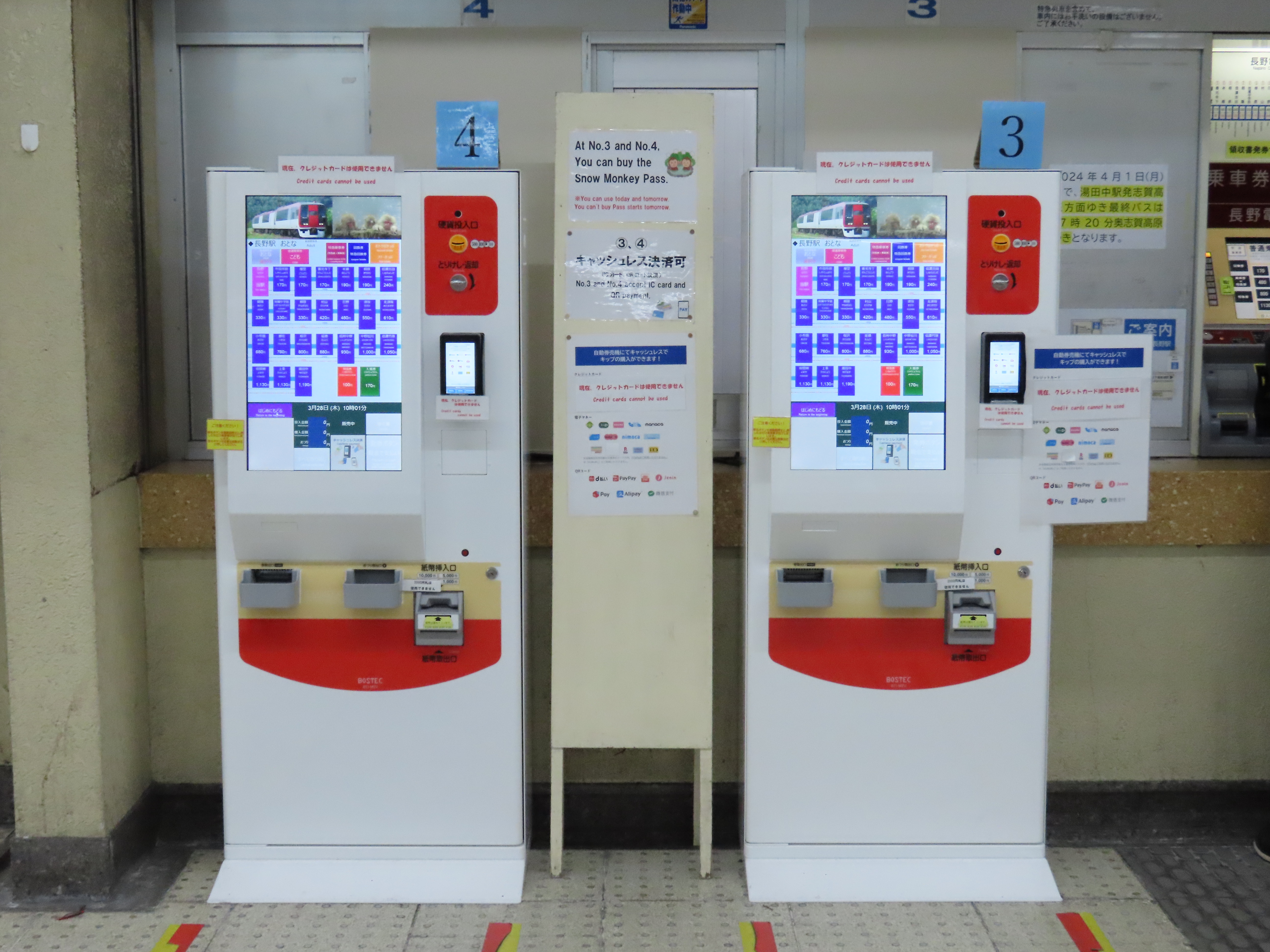
ICカード対応券売機（2024年3月）
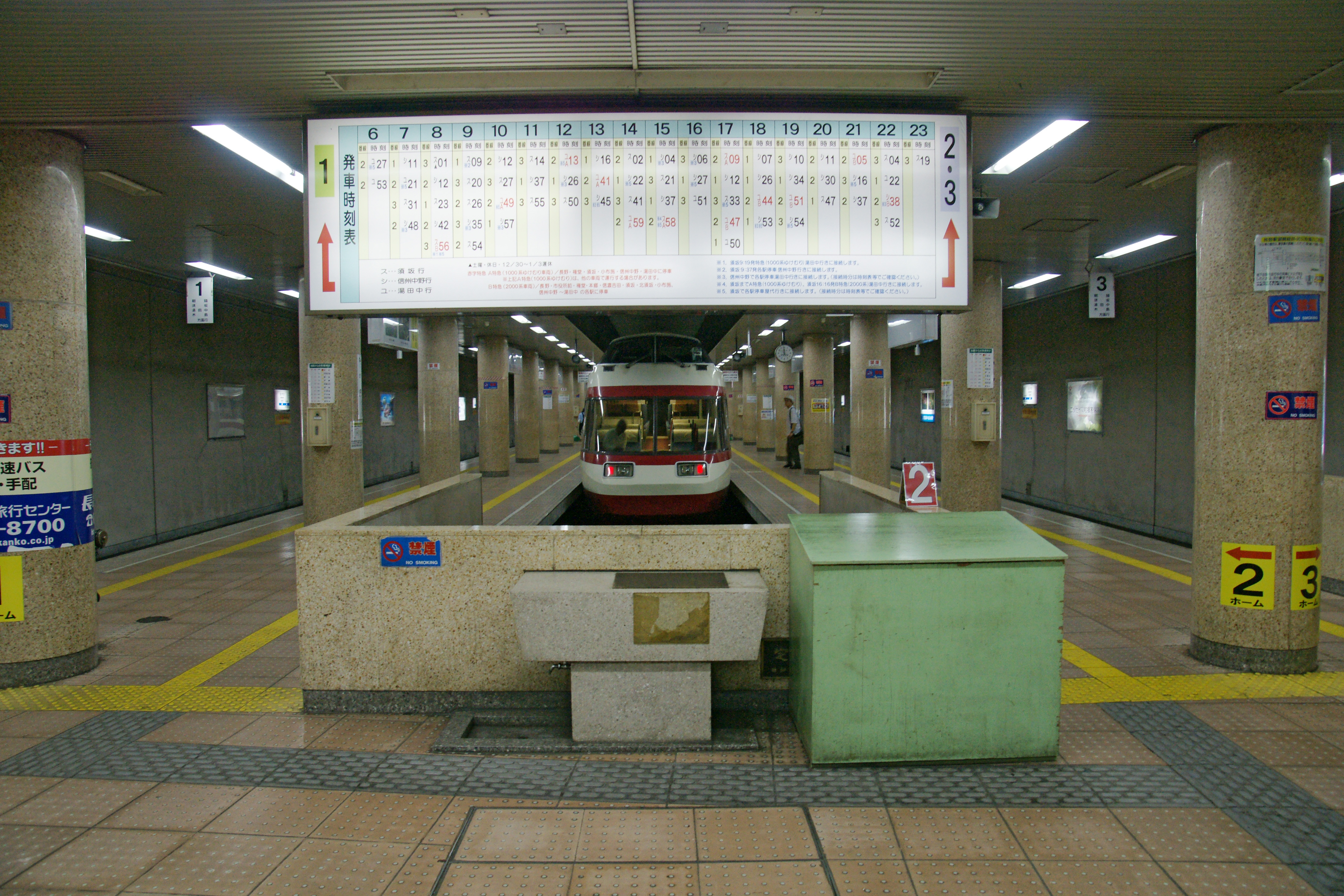
地下ホーム（2009年7月）

## 駅弁
主な駅弁は下記の通り。
- 和牛めし
- 北回廊弁当 二重
- 八彩弁当
- 信濃路幕の内弁当
- 信州寺町弁当
- 信州美彩膳
- 北回廊弁当 一重
- ソースとんかつ弁当
- あぶり豚の蕎麦みそ弁当
- 味噌かつ弁当

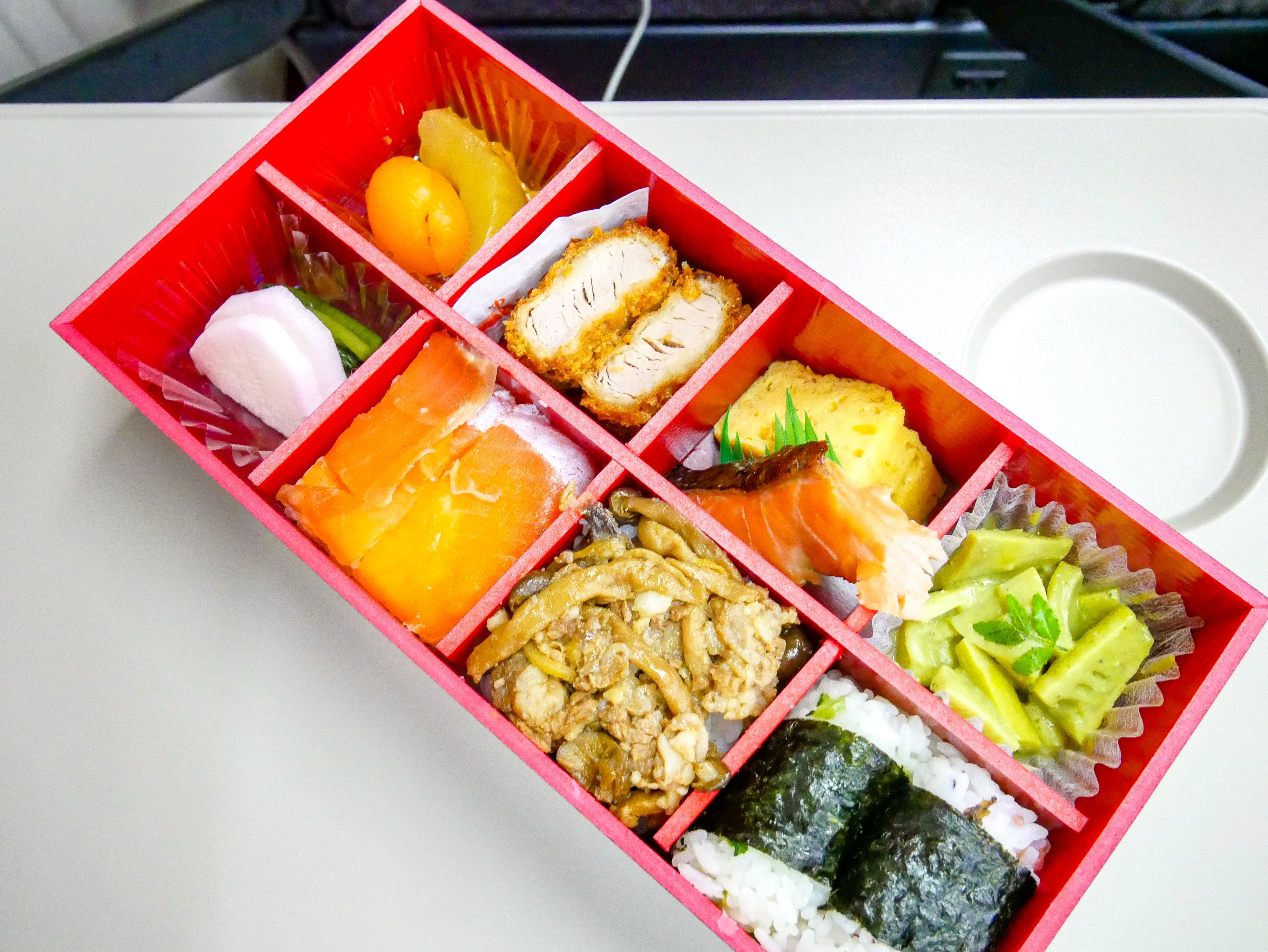
信州山ごはん 八彩（はっさい）弁当 デリクックちくま製造。2017年の信州デスティネーションキャンペーンに合わせて発売開始[26]。
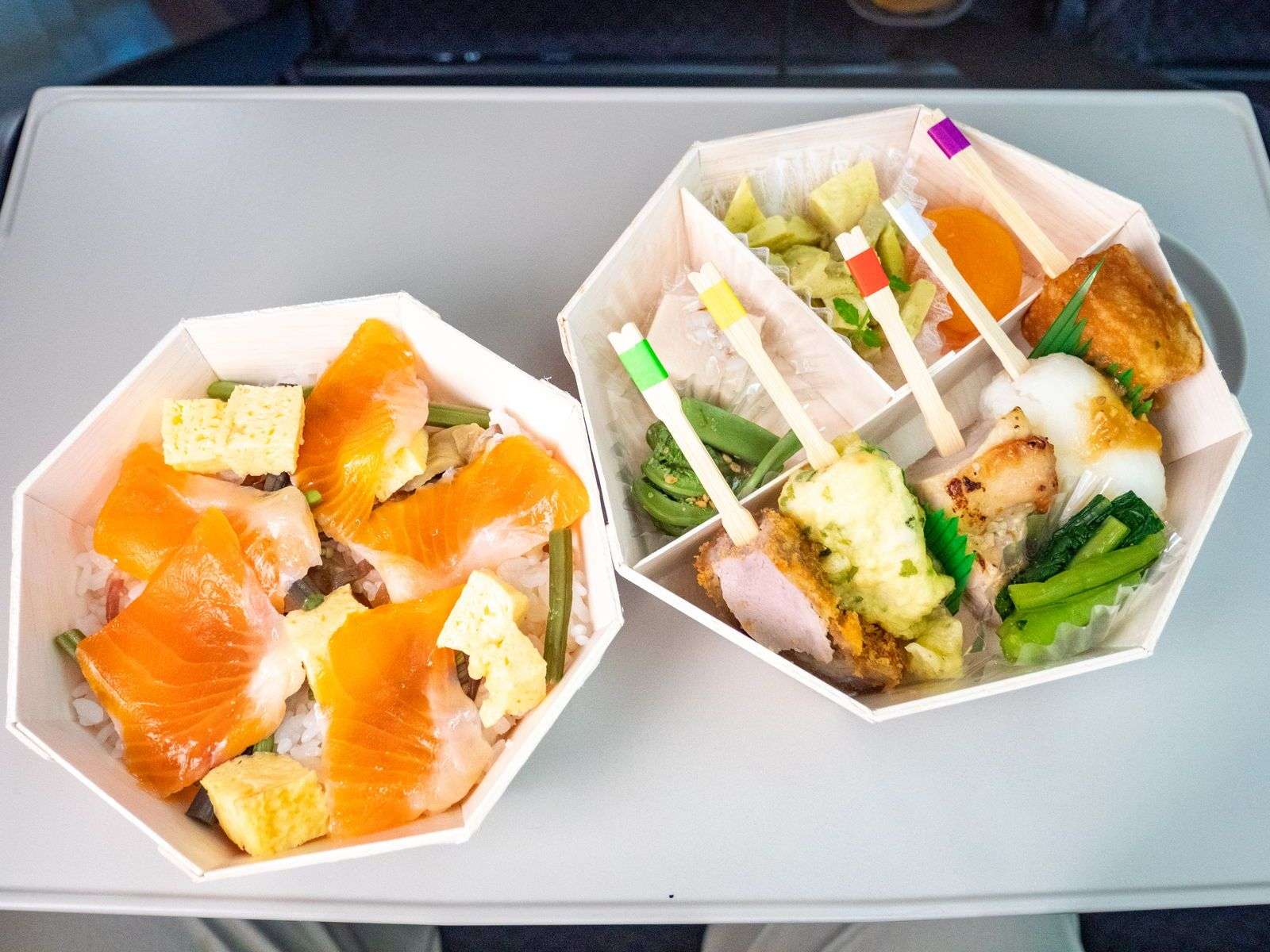
信州美彩膳 デリクックちくま製造。2015年の善光寺御開帳に合わせて発売開始[27]。

ナカジマ会館は駅開業時に駅弁の販売を開始した中島屋旅館がルーツであるが、2007年に駅弁事業から撤退した。

## 駅そば
- 東口1階 そば処 榑木川
- 在来線 6・7番線 信州蕎麦処しなの（ステーションビルMIDORIが運営）
- 新幹線 11・12番線 そば処りんどう
- 新幹線 13・14番線 長鉄開発（暖簾には「そば」の表示のみ）
- MIDORI 2回（JR長野駅在来線改札口の前）ナカジマ会館
- 長野電鉄長野駅横 しなの

在来線2番線では、そば屋の営業はない。かつては在来線待合室でそば処「福寿草」が営業していたが、2020年（令和2年）に廃止された。また、在来線3・4・5番線では、立ち食いそば店「裾花郷」が営業していたが、2020年（令和2年）11月30日をもって閉店した。

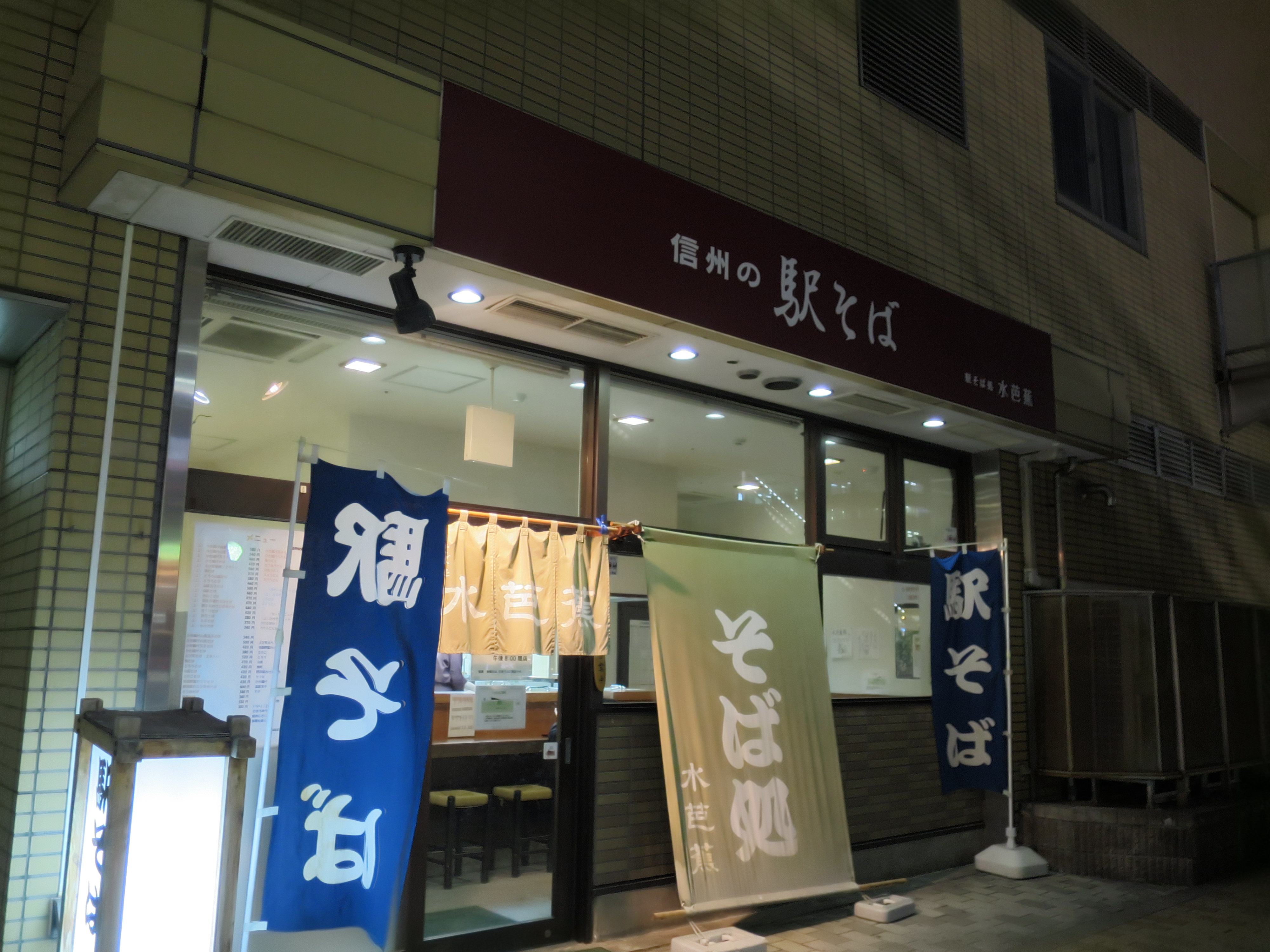
そば処 水芭蕉（2016年4月）（※現在は閉店）
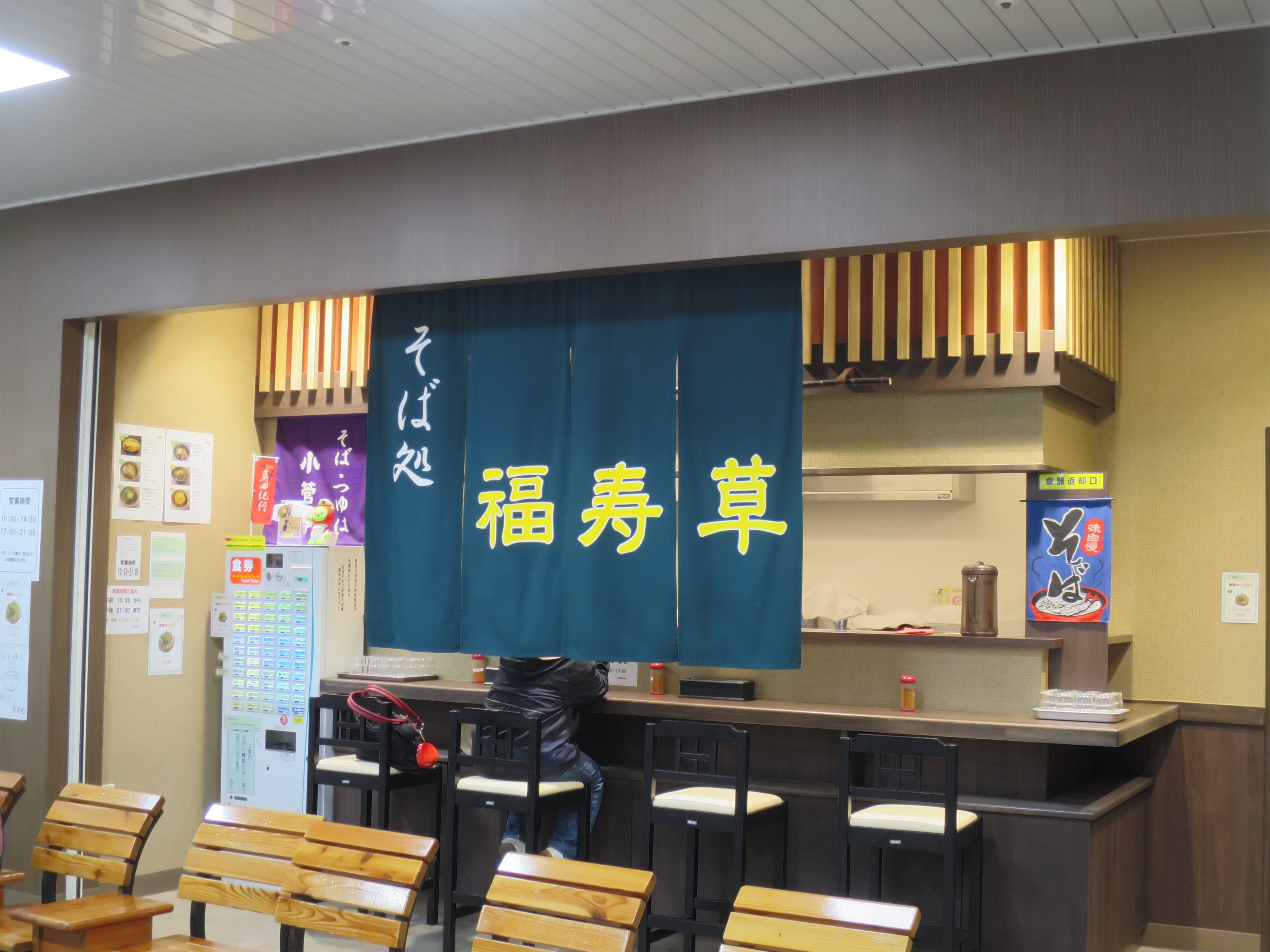
そば処 福寿草（2016年4月）（※現在は閉店）
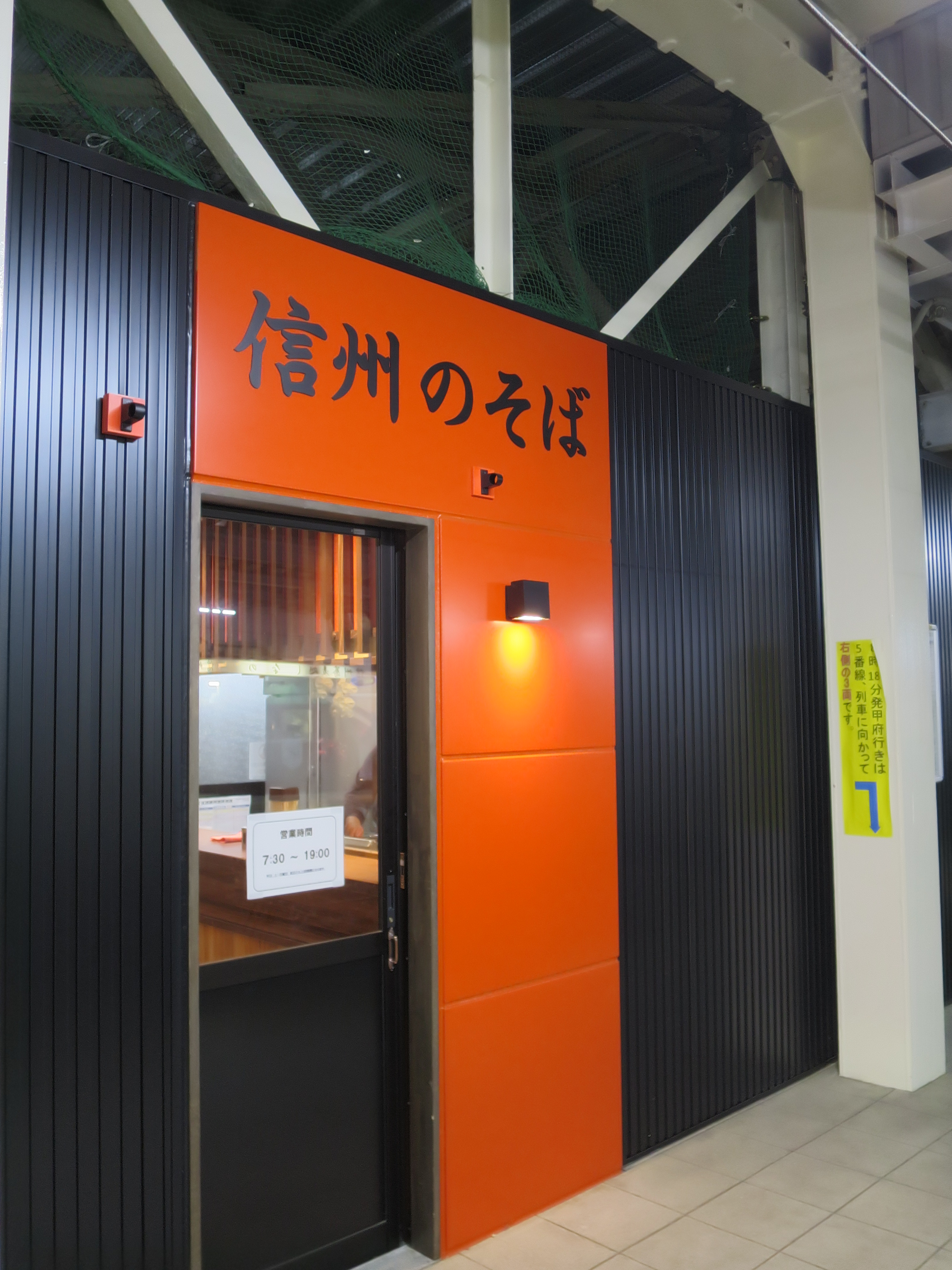
裾花郷（2016年4月）（※現在は閉店）
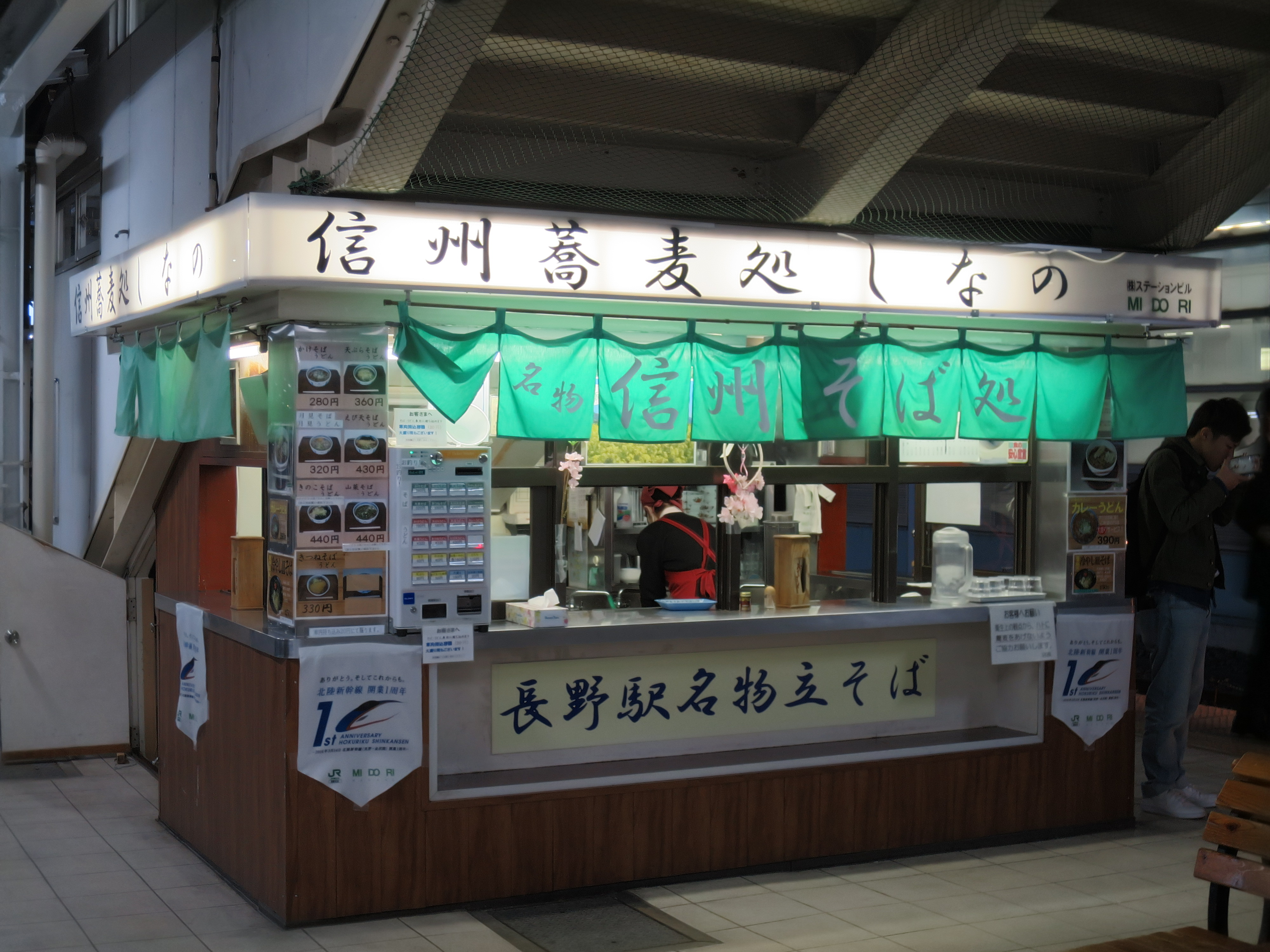
信州蕎麦処 しなの（2016年4月）
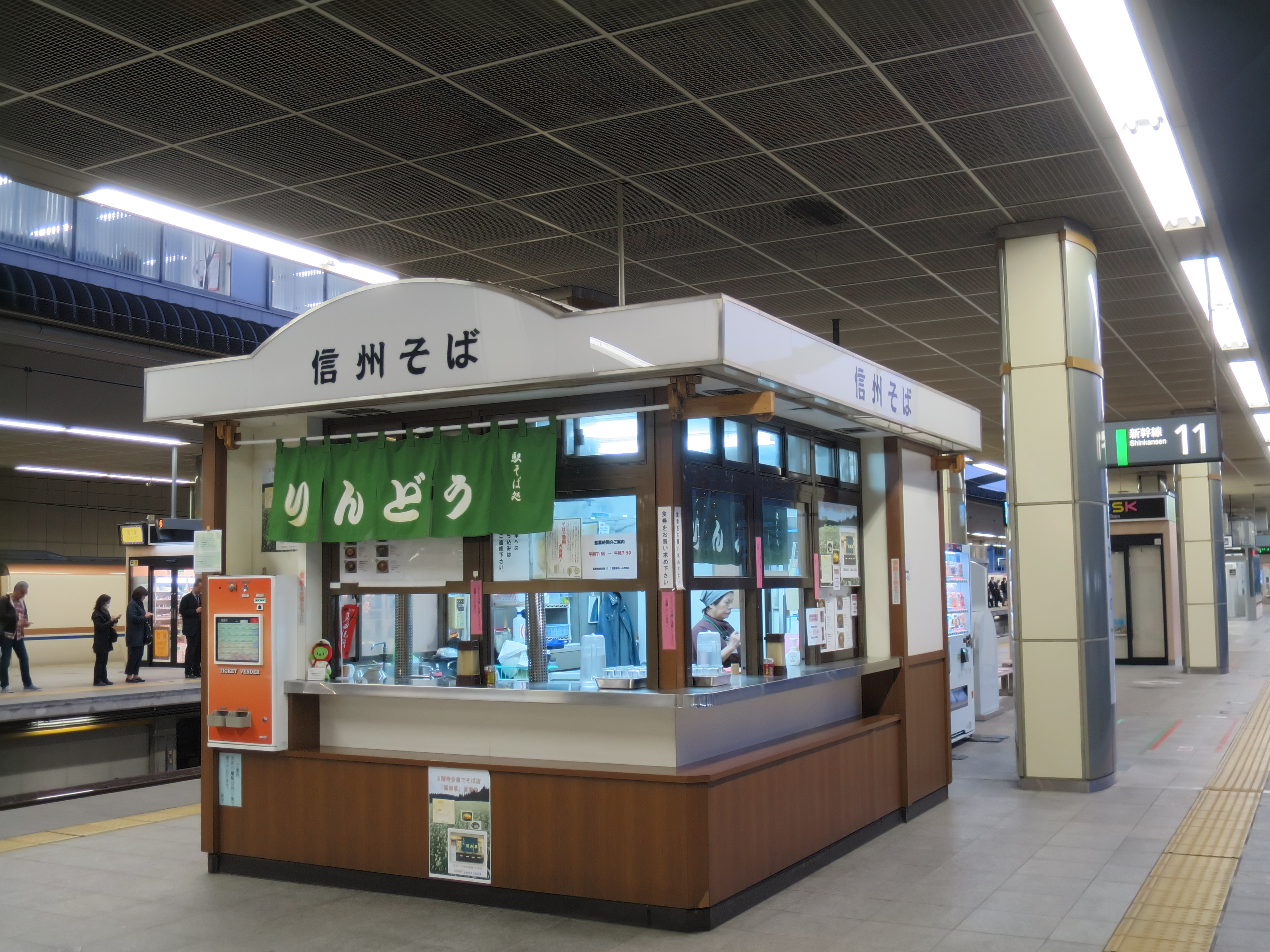
そば処 りんどう（2016年4月）
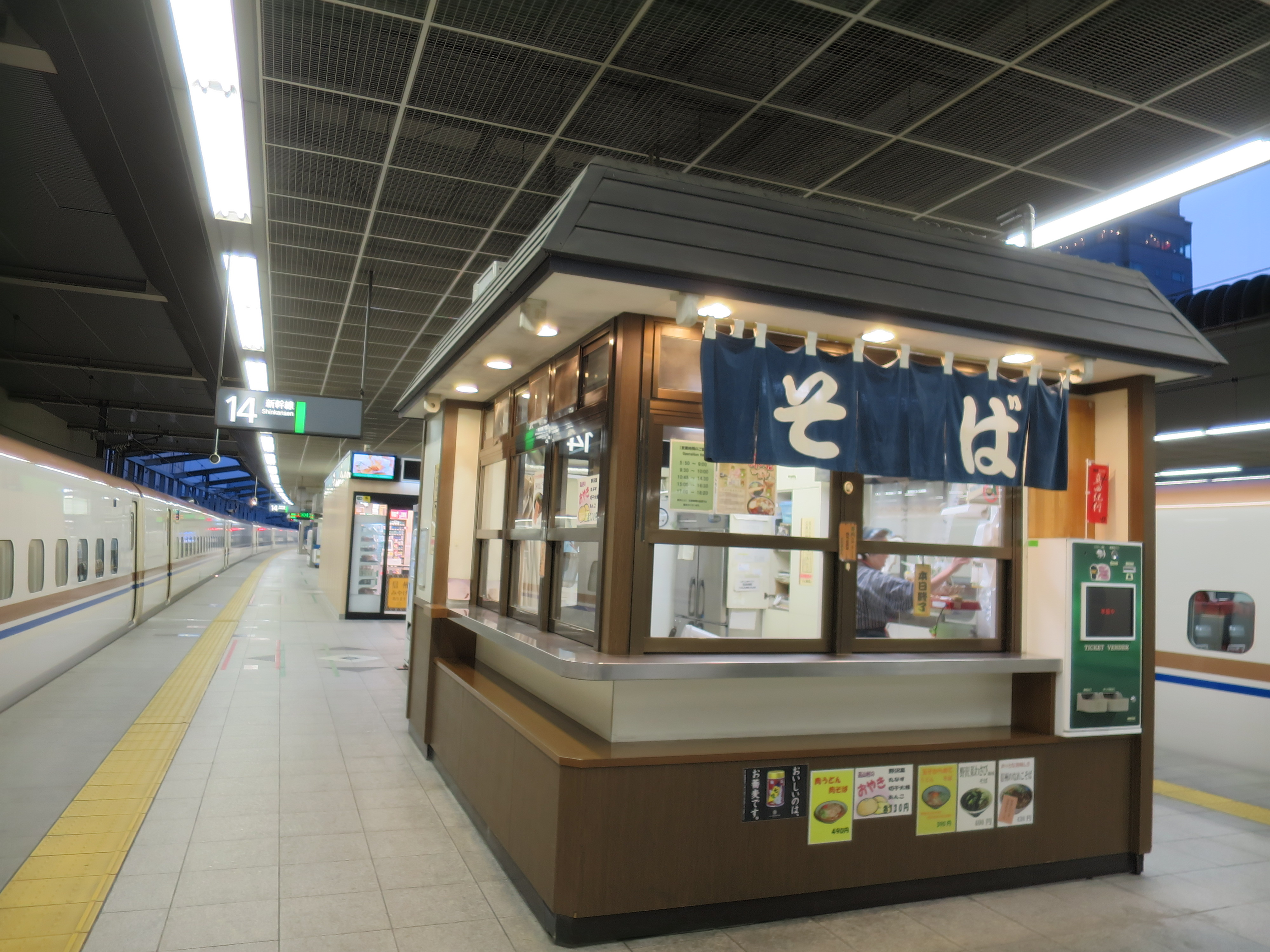
そば（13・14番線ホーム、2016年4月）
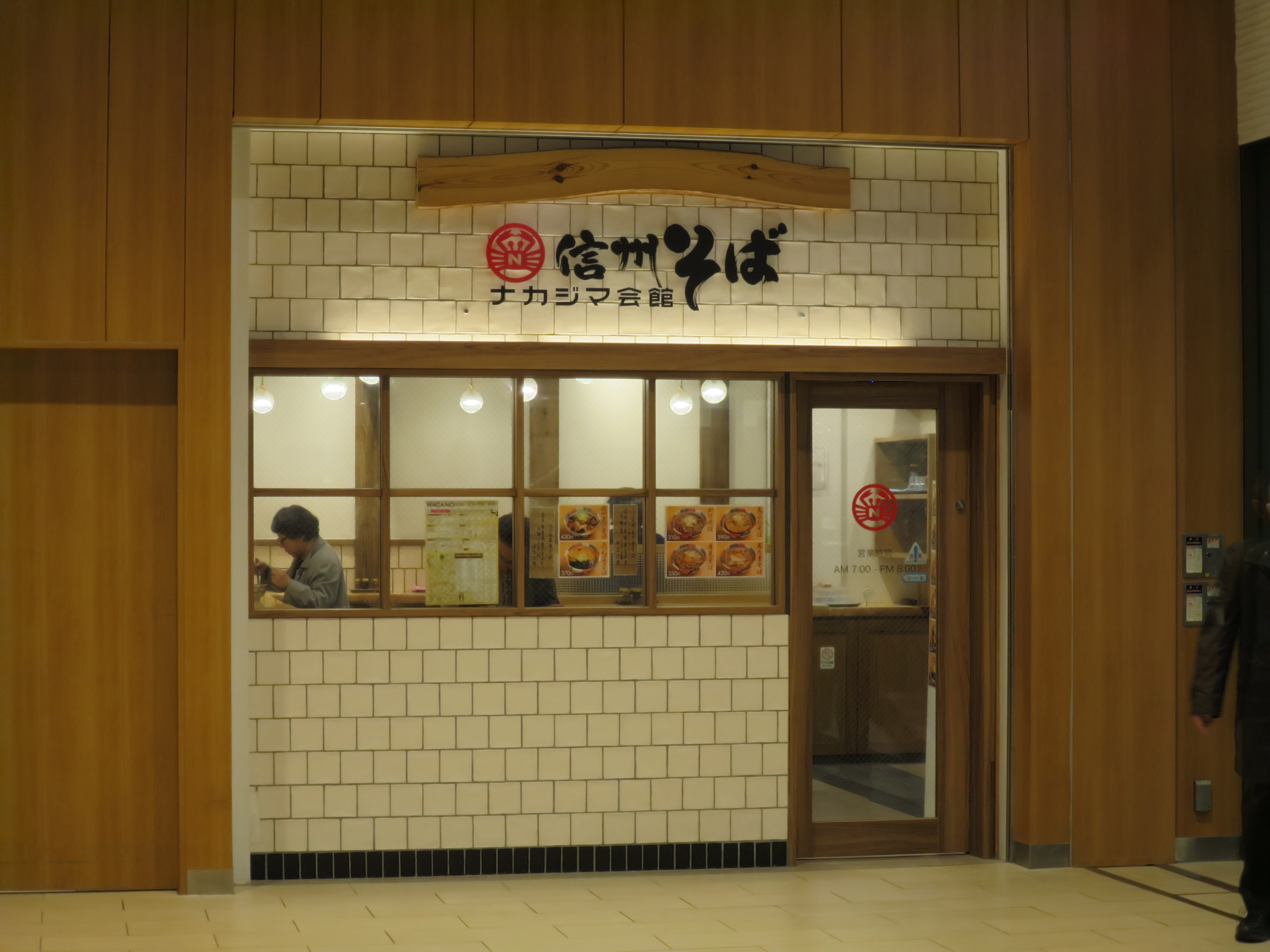
信州そば ナカジマ会館（2016年4月）
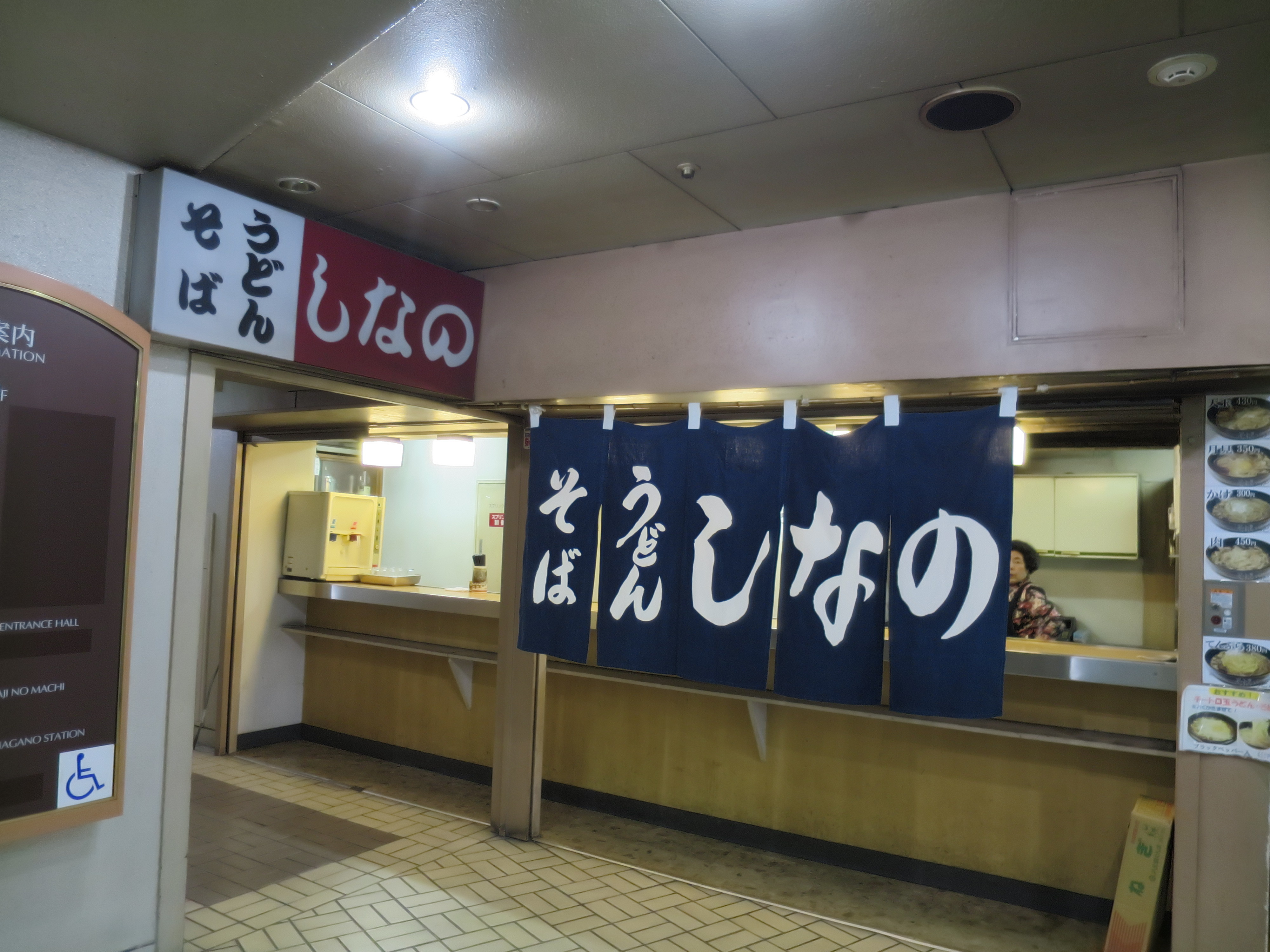
しなの（長電長野駅横、2016年4月）

## 利用状況

### JR東日本
JR東日本によると、2023年度（令和5年度）の1日平均乗車人員は19,286人である。また、新幹線の1日平均乗車人員は7,412人である。
2000年度（平成12年度）以降の推移は以下のとおりである。
| 1日平均乗車人員推移（JR東日本） | 1日平均乗車人員推移（JR東日本） | 1日平均乗車人員推移（JR東日本） | 1日平均乗車人員推移（JR東日本） | 1日平均乗車人員推移（JR東日本） | 1日平均乗車人員推移（JR東日本） | 1日平均乗車人員推移（JR東日本） | 1日平均乗車人員推移（JR東日本） | 1日平均乗車人員推移（JR東日本） |
| 年度                            | 計                              | 計                              | 計                              | 新幹線                          | 新幹線                          | 新幹線                          | 新幹線                          | 出典                            |
| 年度                            | 定期外                          | 定期                            | 合計                            | 定期外                          | 定期                            | 合計                            | 前年度比                        | 出典                            |
| ------------------------------- | ------------------------------- | ------------------------------- | ------------------------------- | ------------------------------- | ------------------------------- | ------------------------------- | ------------------------------- | ------------------------------- |
| 2000年（平成12年）              |                                 |                                 | 23,266                          | 非公表                          | 非公表                          | 非公表                          | 非公表                          | [ JR東 2 ]                      |
| 2001年（平成13年）              |                                 |                                 | 22,997                          | 非公表                          | 非公表                          | 非公表                          | 非公表                          | [ JR東 3 ]                      |
| 2002年（平成14年）              |                                 |                                 | 22,750                          | 非公表                          | 非公表                          | 非公表                          | 非公表                          | [ JR東 4 ]                      |
| 2003年（平成15年）              |                                 |                                 | 22,959                          | 非公表                          | 非公表                          | 非公表                          | 非公表                          | [ JR東 5 ]                      |
| 2004年（平成16年）              |                                 |                                 | 22,148                          | 非公表                          | 非公表                          | 非公表                          | 非公表                          | [ JR東 6 ]                      |
| 2005年（平成17年）              |                                 |                                 | 21,894                          | 非公表                          | 非公表                          | 非公表                          | 非公表                          | [ JR東 7 ]                      |
| 2006年（平成18年）              |                                 |                                 | 21,662                          | 非公表                          | 非公表                          | 非公表                          | 非公表                          | [ JR東 8 ]                      |
| 2007年（平成19年）              |                                 |                                 | 21,637                          | 非公表                          | 非公表                          | 非公表                          | 非公表                          | [ JR東 9 ]                      |
| 2008年（平成20年）              |                                 |                                 | 21,693                          | 非公表                          | 非公表                          | 非公表                          | 非公表                          | [ JR東 10 ]                     |
| 2009年（平成21年）              |                                 |                                 | 21,488                          | 非公表                          | 非公表                          | 非公表                          | 非公表                          | [ JR東 11 ]                     |
| 2010年（平成22年）              |                                 |                                 | 20,960                          | 非公表                          | 非公表                          | 非公表                          | 非公表                          | [ JR東 12 ]                     |
| 2011年（平成23年）              |                                 |                                 | 20,859                          | 非公表                          | 非公表                          | 非公表                          | 非公表                          | [ JR東 13 ]                     |
| 2012年（平成24年）              | 9,979                           | 11,186                          | 21,165                          | 5,526                           | 854                             | 6,380                           |                                 | [ JR東 14 ] [ 新 2 ]            |
| 2013年（平成25年）              | 10,155                          | 11,254                          | 21,409                          | 5,730                           | 893                             | 6,623                           |                                 | [ JR東 15 ] [ 新 3 ]            |
| 2014年（平成26年）              | 10,224                          | 10,660                          | 20,884                          | 5,908                           | 874                             | 6,782                           |                                 | [ JR東 16 ] [ 新 4 ]            |
| 2015年（平成27年）              | 11,031                          | 10,137                          | 21,168                          | 6,785                           | 953                             | 7,738                           |                                 | [ JR東 17 ] [ 新 5 ]            |
| 2016年（平成28年）              | 10,429                          | 10,216                          | 20,646                          | 6,420                           | 975                             | 7,395                           |                                 | [ JR東 18 ] [ 新 6 ]            |
| 2017年（平成29年）              | 10,330                          | 10,307                          | 20,638                          | 6,487                           | 1,003                           | 7,491                           |                                 | [ JR東 19 ] [ 新 7 ]            |
| 2018年（平成30年）              | 10,506                          | 10,355                          | 20,862                          | 6,630                           | 1,028                           | 7,659                           |                                 | [ JR東 20 ] [ 新 8 ]            |
| 2019年（令和元年）              | 9,893                           | 10,508                          | 20,401                          | 6,228                           | 1,191                           | 7,420                           |                                 | [ JR東 21 ] [ 新 9 ]            |
| 2020年（令和02年）              | 4,124                           | 9,706                           | 13,831                          | 2,101                           | 1,249                           | 3,350                           | 54.9%                           | [ JR東 22 ] [ 新 10 ]           |
| 2021年（令和03年）              | 5,300                           | 9,628                           | 14,929                          | 2,945                           | 1,243                           | 4,189                           | 25.0%                           | [ JR東 23 ] [ 新 11 ]           |
| 2022年（令和04年）              | 8,123                           | 9,682                           | 17,805                          | 5,027                           | 1,282                           | 6.310                           | 50.6%                           | [ JR東 24 ] [ 新 12 ]           |
| 2023年（令和05年）              | 9,416                           | 9,869                           | 19,286                          | 6,035                           | 1,376                           | 7,412                           | 117.8%                          | [ JR東 1 ] [ 新 1 ]             |

### しなの鉄道
「長野市統計書」によると、2023年度（令和5年度）の1日平均乗車人員は2,224人である。
開業後以降の推移は以下のとおりである。
| 乗車人員推移（しなの鉄道） | 乗車人員推移（しなの鉄道） | 乗車人員推移（しなの鉄道） |
| 年度                       | 1日平均 乗車人員           | 出典                       |
| -------------------------- | -------------------------- | -------------------------- |
| 2015年（平成27年）         | 3,305                      | [ 市 2 ]                   |
| 2016年（平成28年）         | 3,046                      | [ 市 2 ]                   |
| 2017年（平成29年）         | 3,022                      | [ 市 2 ]                   |
| 2018年（平成30年）         | 2,961                      | [ 市 3 ]                   |
| 2019年（令和元年）         | 2,785                      | [ 市 4 ]                   |
| 2020年（令和02年）         | 2,167                      | [ 市 4 ]                   |
| 2021年（令和03年）         | 2,319                      | [ 市 4 ]                   |
| 2022年（令和04年）         | 2,356                      | [ 市 4 ]                   |
| 2023年（令和05年）         | 2,224                      | [ 市 1 ]                   |

### 長野電鉄
「長野市統計書」によると、2023年度（令和5年度）の1日平均乗車人員は5,178人である。
2012年度（平成24年度）以降の推移は以下のとおりである。
| 乗車人員推移（長野電鉄） | 乗車人員推移（長野電鉄） | 乗車人員推移（長野電鉄） |
| 年度                     | 1日平均 乗車人員         | 出典                     |
| ------------------------ | ------------------------ | ------------------------ |
| 2012年（平成24年）       | 5,027                    | [ 市 2 ]                 |
| 2013年（平成25年）       | 5,012                    | [ 市 2 ]                 |
| 2014年（平成26年）       | 5,251                    | [ 市 2 ]                 |
| 2015年（平成27年）       | 5,757                    | [ 市 2 ]                 |
| 2016年（平成28年）       | 5,665                    | [ 市 2 ]                 |
| 2017年（平成29年）       | 5,799                    | [ 市 2 ]                 |
| 2018年（平成30年）       | 5,891                    | [ 市 4 ]                 |
| 2019年（令和元年）       | 5,798                    | [ 市 4 ]                 |
| 2020年（令和02年）       | 3,740                    | [ 市 4 ]                 |
| 2021年（令和03年）       | 4,283                    | [ 市 4 ]                 |
| 2022年（令和04年）       | 4,893                    | [ 市 4 ]                 |
| 2023年（令和05年）       | 5,178                    | [ 市 1 ]                 |

## 駅周辺
西口と東口のうち、愛称があるのは西口の善光寺口だけであり、東口は特に愛称がない。

### 駅北西側
JRの善光寺口であり、駅ビルのMIDORI長野店と直結している。
- 善光寺[3]
- 長野県庁舎[3]
- 善光寺白馬電鉄本社
  - 旧南長野駅
- 西光寺
- 長野中央警察署長野市長野駅前交番
- 長野市役所[3]
- 日本年金機構長野南年金事務所
- 信州大学教育学部（西長野キャンパス）
- ホテルメトロポリタン長野 - 2021年（令和3年）3月5日より、駅ナカシェアオフィス「STATION WORK」が利用可能（事前予約制）[報道 20]。
- ながの東急百貨店（本館・別館「シェルシェ」）
  - 平安堂 長野店
- 長野NCビル
  - 長野 東急REIホテル
- My Town C-one
  - スターバックスコーヒー 長野駅前店
  - サイゼリヤ 長野駅前店
- ウェストプラザ長野
  - ドン・キホーテ長野駅前店
  - 長野駅前郵便局
- 末広町ビルディング（Nacs末広）
  - ホテルサンルート長野
- エーワンシティ
- ドーミーイン長野
- 東横INN長野駅善光寺口
- ivy SQUARE
  - タリーズコーヒー 長野アイビースクエア店
- もんぜんぷら座
- 信濃毎日新聞長野本社
- TOiGO（信越放送本社）
- 八十二銀行
  - 本店
  - 長野駅前支店
- みずほ銀行長野支店
- 北陸銀行長野支店
- 長野バスターミナル
- 長野放送本社
- MIDORI長野（駅ビル）
- 二線路通り
- 長野大通り
- 長野中央通り（善光寺表参道）
- ターミナル通り
- 県庁通り
- 昭和通り
- 市役所前駅
- 野村證券 長野支店（セブン銀行ATM設置店）
- マルコメ本社
- 西友南石堂店

### 駅南東側

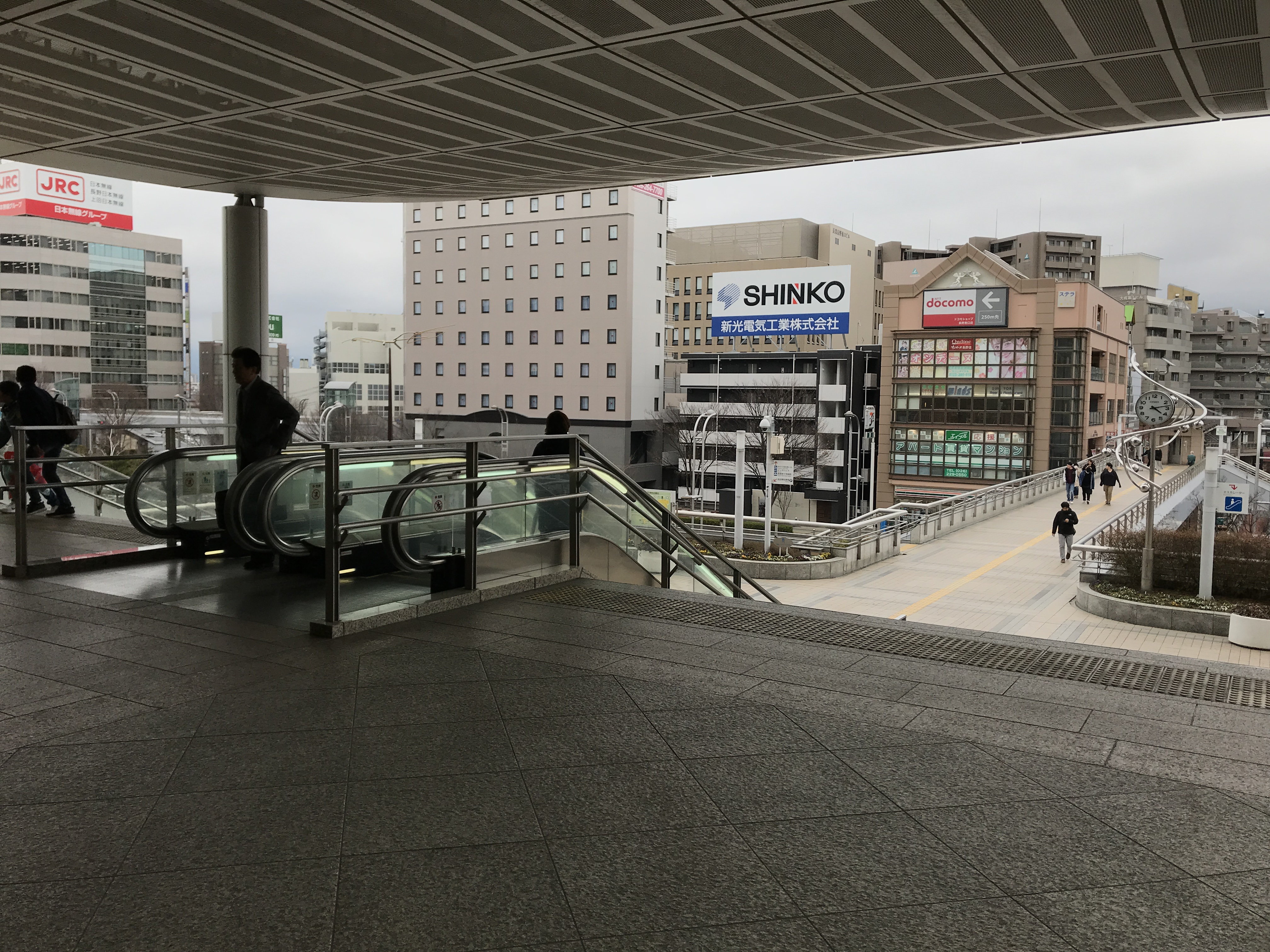
ペデストリアンデッキ・東口前風景（2018年3月）

JR東口方面
- JR東日本長野支社
- ビッグハット・若里市民文化ホール
- 県民文化会館・県立長野図書館・若里公園[1]
- 信州大学工学部（若里キャンパス）
- 長野朝日放送本社
- テレビ信州本社
- NHK長野放送局
- 長野県工業技術総合センター
  - 材料技術部門
  - 食品技術部門
- 長野赤十字病院
- 学校法人大原学園長野校
  - 大原簿記情報ビジネス医療専門学校
  - 大原スポーツ公務員専門学校
- 清泉大学東口キャンパス
- 東横INN長野駅東口
- ラ・ムー 長野店

### 駅北東側
- 長野調理専門学校

## バス路線

### 善光寺口
善光寺口のバスのりばは1番のりばから9番のりばまであり、1 - 6番のりばはロータリー内に、7・8番のりばはロータリー向かいの長野大通り沿いに、9番のりばはターミナル通り沿いにそれぞれ設置、1番のりばのみ善光寺行きと分かりやすいように屋根が大きくなっている。日中、中心市街地を循環運転しているコミュニティバス「ぐるりん号」は4番のりばから発車し、善光寺大門経由で一周し長野駅に戻る。
なお、7番のりば前のウエストプラザビル内にアルピコ交通長野駅前総合案内所が、9番のりば前の末広町ビルディング（Nacs末広）内に長電バス長野駅前案内所がある。また、のりば番号は2015年（平成27年）に一度変更されている。
| のりば                         | 方面                                        | 運行事業者                        | 系統・行先 | 備考                                                                                    |
| ------------------------------ | ------------------------------------------- | --------------------------------- | --- | --------------------------------------------------------------------------------------- |
| 1                              | 長野市北部（善光寺）方面                    | アルピコ交通 （通称・川中島バス） | - 10：善光寺大門 - 11：宇木 - 16・17：若槻東条                                                                                         |                                                                                         |
| 2                              | 長野市西部（小川村 / 日赤）方面             | アルピコ交通 （通称・川中島バス） | - 21：大塚南 / 松岡 - 21快：大塚南 - 22：犀北団地循環 - 25：小市団地 - 26：信州新町・大原橋 / 犀峡高校 - 27：初引                      |                                                                                         |
| 3                              | 長野県庁方面 / 長野市南部方面               | アルピコ交通 （通称・川中島バス） | - 30：松代高校 - 31快・38：大塚南 - 32：篠ノ井駅 - 33：篠ノ井高田 / 今井駅 - 34：三本柳小学校前 - 35：稲里循環 - 36：綱島 - 37：下布施 |                                                                                         |
| 4                              | 長野県庁方面 / 長野市東部（長野市役所）方面 | - アルピコ交通 - 長電バス         | 46：大豆島東団地・保科温泉 |                                                                                         |
| 4                              | 長野県庁方面 / 長野市東部（長野市役所）方面 | アルピコ交通                      | - 41：自治会館 - 45：北屋島 - 48：金井山・松代高校                                                                                     |                                                                                         |
| 4                              | 長野県庁方面 / 長野市東部（長野市役所）方面 | ぐるりん号 （停留所番号「C01」）  | 中心市街地循環：市役所入口・善光寺大門・県庁前方面                                                                                     |                                                                                         |
| 5                              | 長野市東部（権堂）・飯綱町方面              | 長電バス                          | - 51：柳原 - 52：運動公園東 - 55：飯綱営業所                                                                                           |                                                                                         |
| 5                              | 長野市東部（権堂）・飯綱町方面              | つばめ長電タクシー                | ミッドナイトライナー：平林・柳原・須坂駅方面                                                                                           |                                                                                         |
| 6                              | 長野市北部（権堂）方面                      | 長電バス                          | - 61：浅川西条 - 62・62B：東長野病院 - 63・64：柳原                                                                                    |                                                                                         |
| 7                              | 高速バス                                    | - アルピコ交通 - 共同運行各社     | - 高速バス：新宿 - 高速バス：京都・大阪（梅田） - 高速バス：名古屋 - 高速バス：飯田 - 高速バス：TDR・成田空港                          |                                                                                         |
| 7                              | 長野市北西部・戸隠・鬼無里方面              | アルピコ交通                      | - 特急・70急：戸隠キャンプ場 - 73：戸隠中社 - 74：鬼無里 - 75急：奥裾花自然園 - 79：西裾花台団地                                       | - 「75急」は季節運行 - 「70急」は冬季はキャンプ場を経由せず、戸隠スキー場行きとして運行 |
| 8                              | 長野バスターミナル方面 / 日赤方面           | アルピコ交通                      | - 70急・73・74・75急・79：長野ターミナル - 21・27：ビッグハット                                                                        |                                                                                         |
| 9                              | - 高速バス - 須坂駅方面                     | - 長電バス - 共同運行各社         | - 高速バス：池袋 - 高速バス：京都・大阪（なんば）・神戸三宮・USJ - 高速バス：新潟                                                      |                                                                                         |
| 9                              | - 高速バス - 須坂駅方面                     | 長電バス                          | - 高速バス 「雪物語」志賀高原-東京駅線：東京駅 ※夏期・冬期に運行 - 82：須坂駅 - 82B：綿内駅                                            |                                                                                         |
| ホテルメトロポリタン長野玄関前 | 高速バス                                    | アルピコ交通                      | 高速バス：上高地 | 季節運行                                                                                |
| ホテルメトロポリタン長野玄関前 | 高速バス                                    | - JRバス関東 - 西日本JRバス       | 高速バス 青春ドリーム信州号：京都・大阪・USJ                                                                                           |                                                                                         |
| 東急シェルシェ前               | 高速バス                                    | 昌栄高速運輸                      | 高速バス どっとこむライナー：新宿・東京（鍛冶橋駐車場） / 名古屋（金山）・なんば・神戸（三宮）                                         |                                                                                         |
| 東急シェルシェ前               |                                             | トラビスジャパン                  | - 高速バス：京都方面 - 高速バス：大阪（梅田）                                                                                          |                                                                                         |

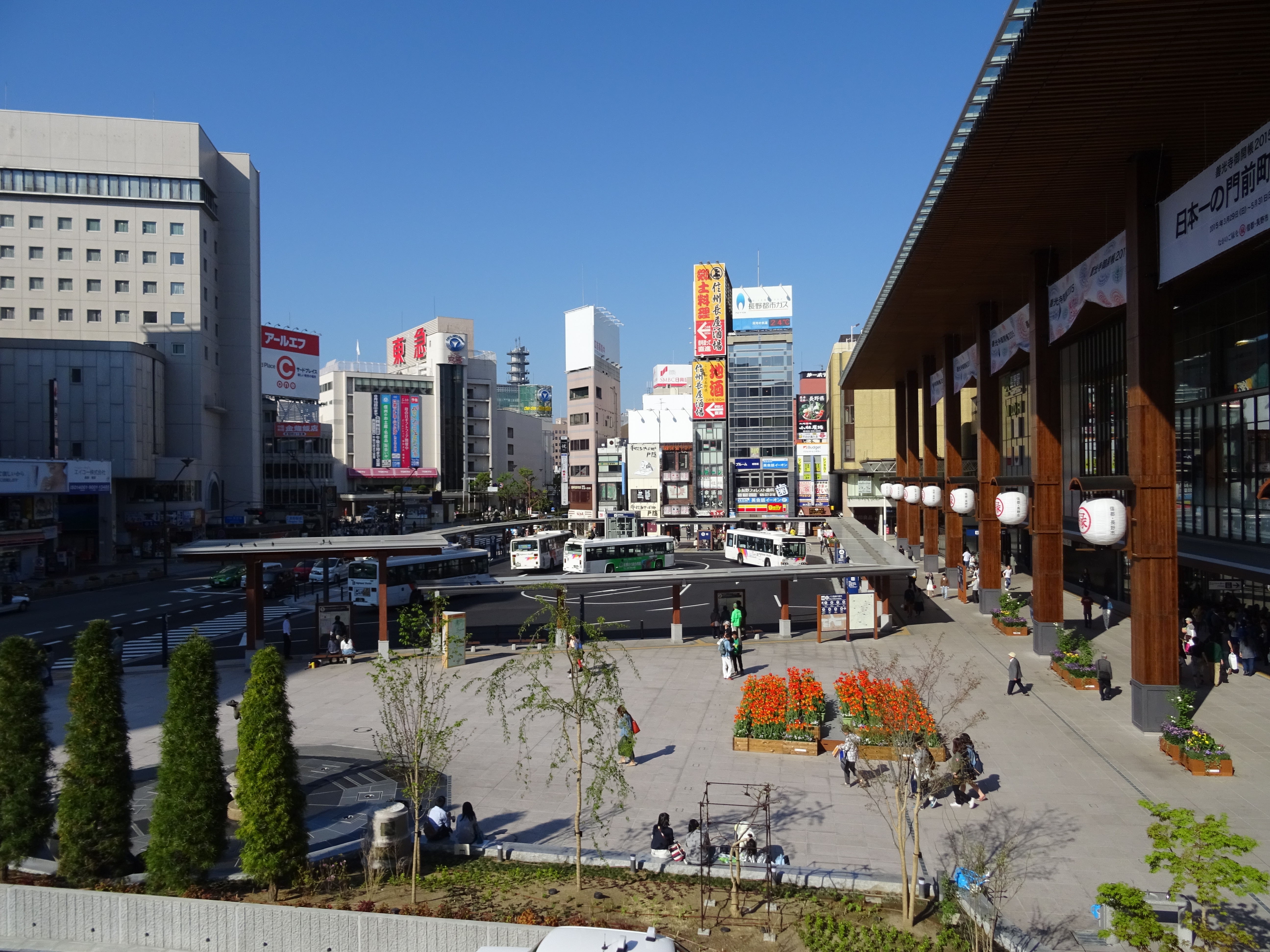
善光寺口バス乗り場（2015年5月）
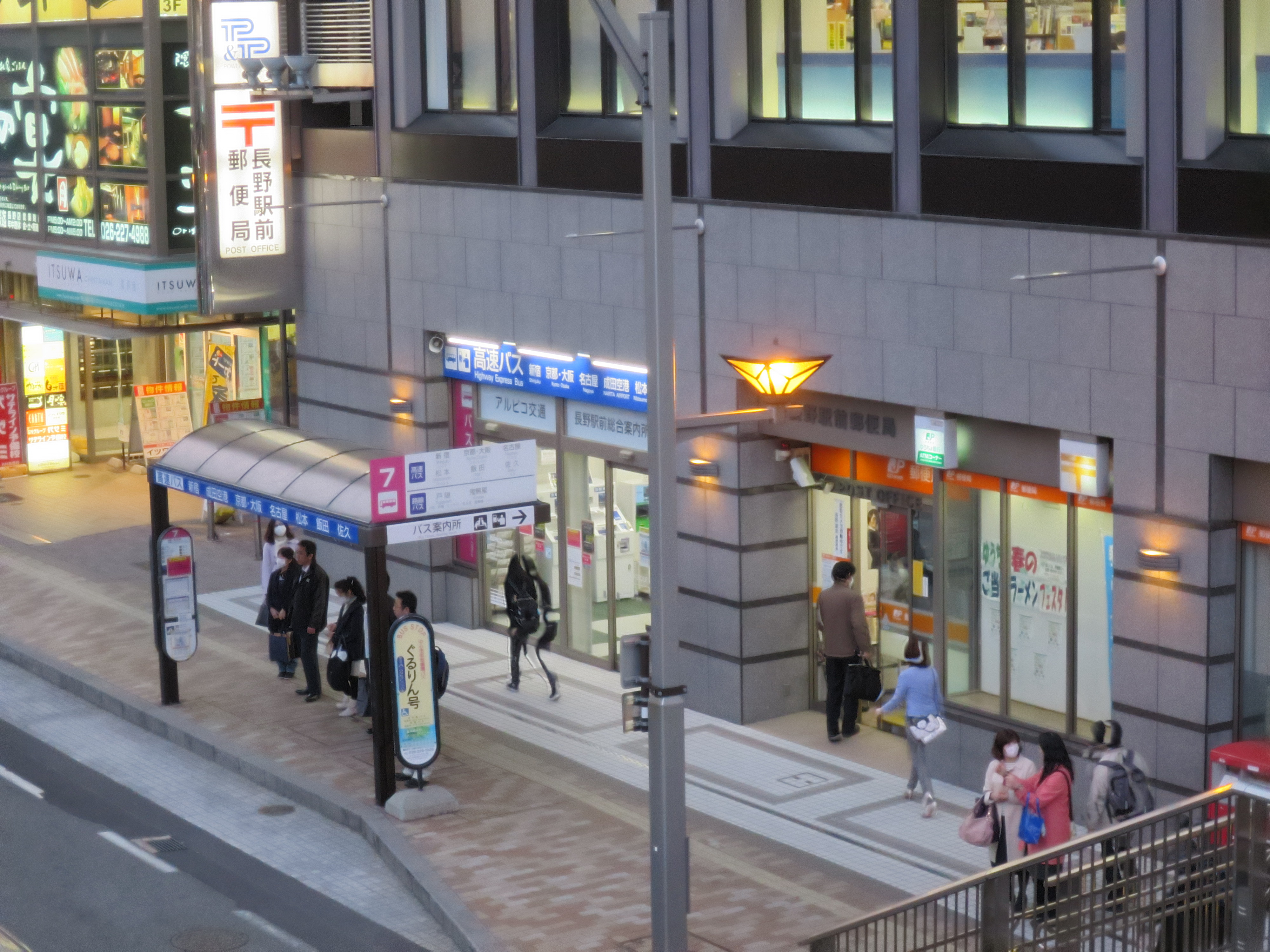
7番バス乗り場からはアルピコ交通の高速バスが発着する（2016年4月）

### 東口
以前は「裏口」とされ、乗り入れる路線はほとんどなかったが、駅舎改築に伴う整備後、主に県内のスキー場や行楽地へ向かう特急・急行バスなどが東口発着に移された。なお、2015年（平成27年）3月10日より、善光寺口バス停との混乱を防ぐため、それぞれの以前の番号＋20の数が付番されている。
西口が善光寺口と愛称が付けられてるのに対し、東口は、現在も愛称は定められてない。
| のりば                           | 運行事業者           | 系統・行先                                                                                 | 備考                           |
| -------------------------------- | -------------------- | ------------------------------------------------------------------------------------------ | ------------------------------ |
| 21                               | 長電バス             | - 81：アークス中央 / ビッグハット - 82：須坂駅 - 82B：綿内駅 - 82・82B：長野駅（善光寺口） |                                |
| 22                               | アルピコ交通         | 85：松岡                                                                                   |                                |
| 23                               | 長電バス             | - 急行：志賀高原 - 急行：白根火山・草津温泉                                                |                                |
| 24                               | 長電バス             | -                                                                                          |                                |
| 25                               | アルピコ交通         | - 特急：大町温泉郷・扇沢駅 - 高速バス：上高地                                              | 上高地行、扇沢駅行きは季節運行 |
| 26                               | アルピコ交通         | 特急：白馬八方・栂池高原・白馬乗鞍                                                         |                                |
| ウィラーバスターミナル長野駅東口 | WILLER EXPRESS北信越 | - 高速バス：新宿 - 高速バス：東京 - 高速バス：川崎・TDS                                    |                                |

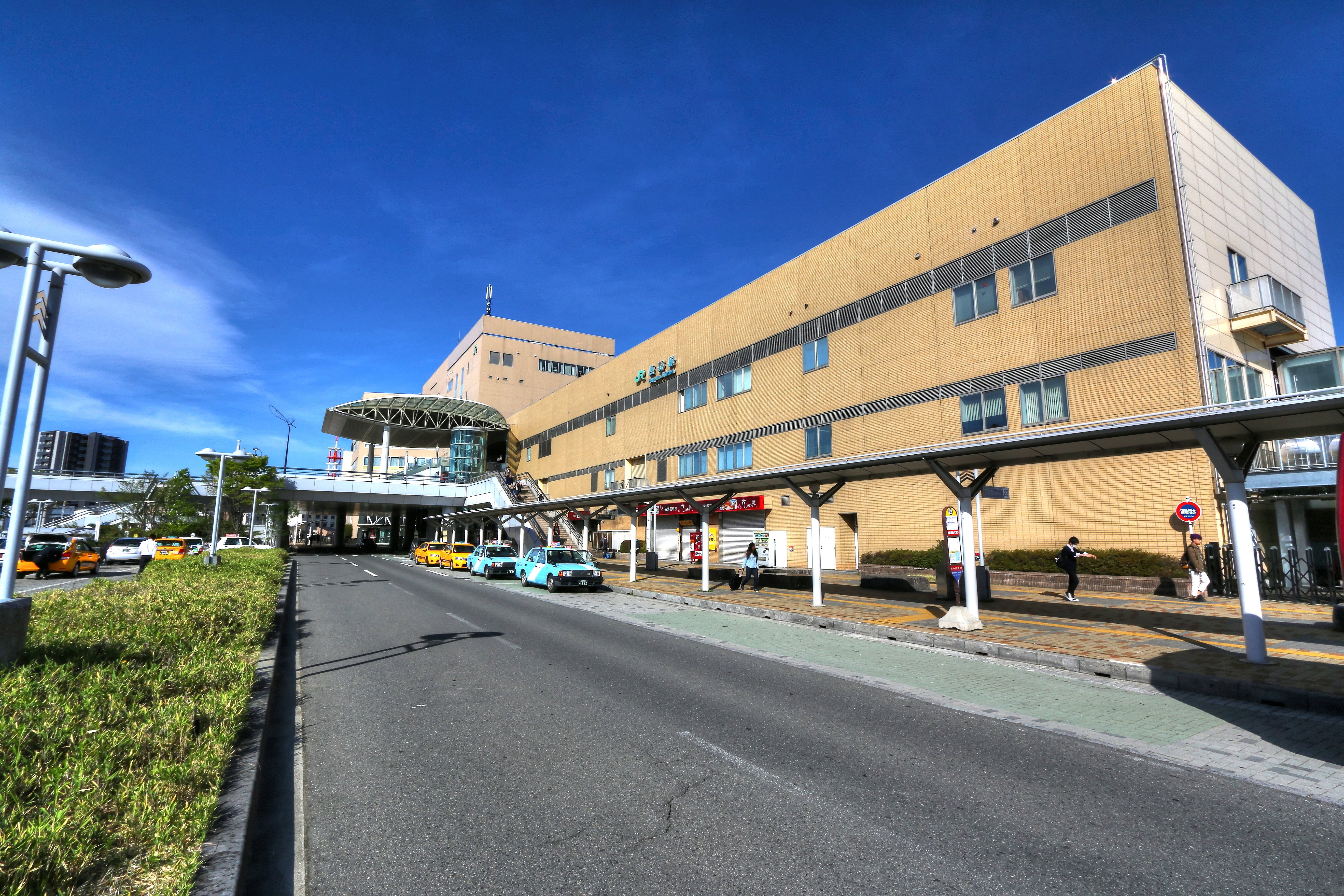
東口バス乗り場（2016年4月）

## その他
- 北陸新幹線は、全列車当駅で乗務員の交代を行う[注 3]。
- 善光寺口側の駅前広場には一駅一名物として、『善光寺縁起』に登場し、善光寺の方角を向いた如是姫像（現在2代目）が仏閣駅舎時代からある。5代目駅舎建設に合わせて移築され、より親しみやすいよう台座を下げた上で噴水を周囲に設置した。
- JR東日本としなの鉄道の分界標識は当駅から約1 km北に位置する鶴賀踏切近くの上り場内信号機付近に立っているが、北しなの線と並行する長野総合車両センターへの回送線と踏切の東側警報機はJR東日本の管轄でしなの鉄道と並行区間内の全ての踏切は共用になっている。
- 長野電鉄の駅では1972年（昭和47年）1月1日より「ジャンボ入場券」と称する「日本一大きい!?入場券」が発売されている。価格は通常と同じ170円で、小児券はない。

## 隣の駅
※新幹線「かがやき」「はくたか」「あさま」、特急「しなの」、臨時快速「おいこっと」、ならびにしなの鉄道の「しなのサンライズ号」「しなのサンセット号」「軽井沢リゾート号」「ろくもん」の停車駅については、各列車記事を参照のこと。
東日本旅客鉄道（JR東日本）
 北陸新幹線
上田駅 - 長野駅 - 飯山駅
 信越本線
■普通
安茂里駅 (SE 12) - 長野駅 (SE 13)
 篠ノ井線（篠ノ井駅 - 当駅間は信越本線）
□快速
篠ノ井駅 (SE 09) - （下りの一部を除き川中島駅 (SE 11) ） - 長野駅 (SE 13)
■普通（「みすず」含む）
安茂里駅 (SE 12) - 長野駅 (SE 13)
■飯山線（当駅 - 豊野駅間は、しなの鉄道北しなの線）
長野駅 - 北長野駅　
しなの鉄道
■しなの鉄道線（篠ノ井駅 - 当駅間はJR信越本線）
□快速
川中島駅 (SE 11) - 長野駅 (SE 13)
■普通
安茂里駅 (SE 12) - 長野駅 (SE 13)
■北しなの線
長野駅 - 北長野駅
長野電鉄
■長野線
■A特急・S特急
長野駅 (N1) - 権堂駅 (N3)
■B特急・■普通
長野駅 (N1) - 市役所前駅 (N2)

### 記事本文